# Entartete Kunst
Denna artikel behandlar begreppet Entartete Kunst. För den utställning som hölls i München 1937, se Entartete Kunst (utställning).

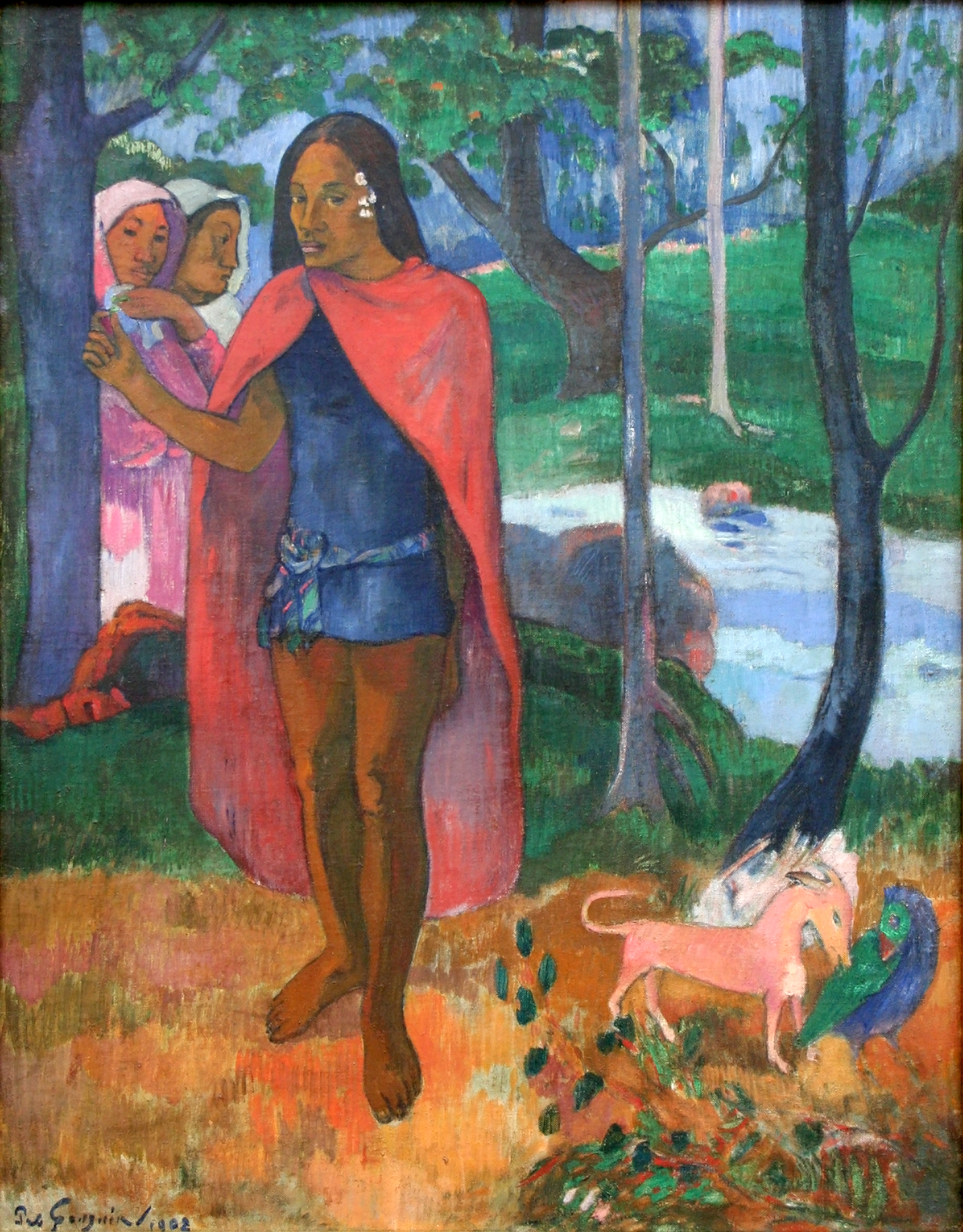
Paul Gauguin: Trollkarlen från Hiva Oa (1902)

Entartete Kunst (tyska för "urartad konst") var ett begrepp propagandaministeriet i Nazityskland använde om bildkonst som på något sätt avvek från nazistiska ideal vad gäller ras, politik och estetik. Den förbjöds, i likhet med musik som avvek på samma vis och som kallades "entartete Musik".

## BegreppetEntartete Kunst
Det finns många exempel på hur viktig den estetiska aspekten av ett konstverk var för bedömningen. Den tyske konstnären Emil Nolde hade rätt politisk färg som medlem av nazistpartiet och han kunde styrka ett arierbevis men var ändå inte skyddad mot en statlig konfiskering av sina offentliga verk eller mot ett yrkesförbud – på grund av sin stil. Men Entartete Kunst var inte bara en fråga om estetik. Det fanns även politiska kriterier bakom den statliga bedömningen. Käthe Kollwitz arbeten kunde rent estetiskt passera, men hennes verk beslagtogs på grund av deras motiv. Hon stödde inte heller offentligt den nazistiska maktapparaten, och blev därmed uppsagd från sin tjänst som professor vid en statlig konstakademi. Georg Schrimpf hade en kort period varit medlem i Tysklands kommunistiska parti strax efter första världskriget, vilket räckte för en bedömning som urartad konstnär 20 år senare. Utöver dessa estetiska och politiska bedömningsgrunder fanns även en rasistisk. Det räckte med exempelvis en judisk bakgrund för att diskvalificeras som konstnär. Lotte Laserstein arbetade i en avbildande tradition utan någon modernistisk lek med färger eller former och utan några politiska avsikter, men tilläts inte att bli medlem i den nybildade och allenarådande riksorganisationen för konstnärer efter maktövertagandet 1933. Hon förbjöds att utöva sitt yrke och fick inte ställa ut sina verk av rasistiska skäl.

### Exempel på åtgärder mot "urartad konst"

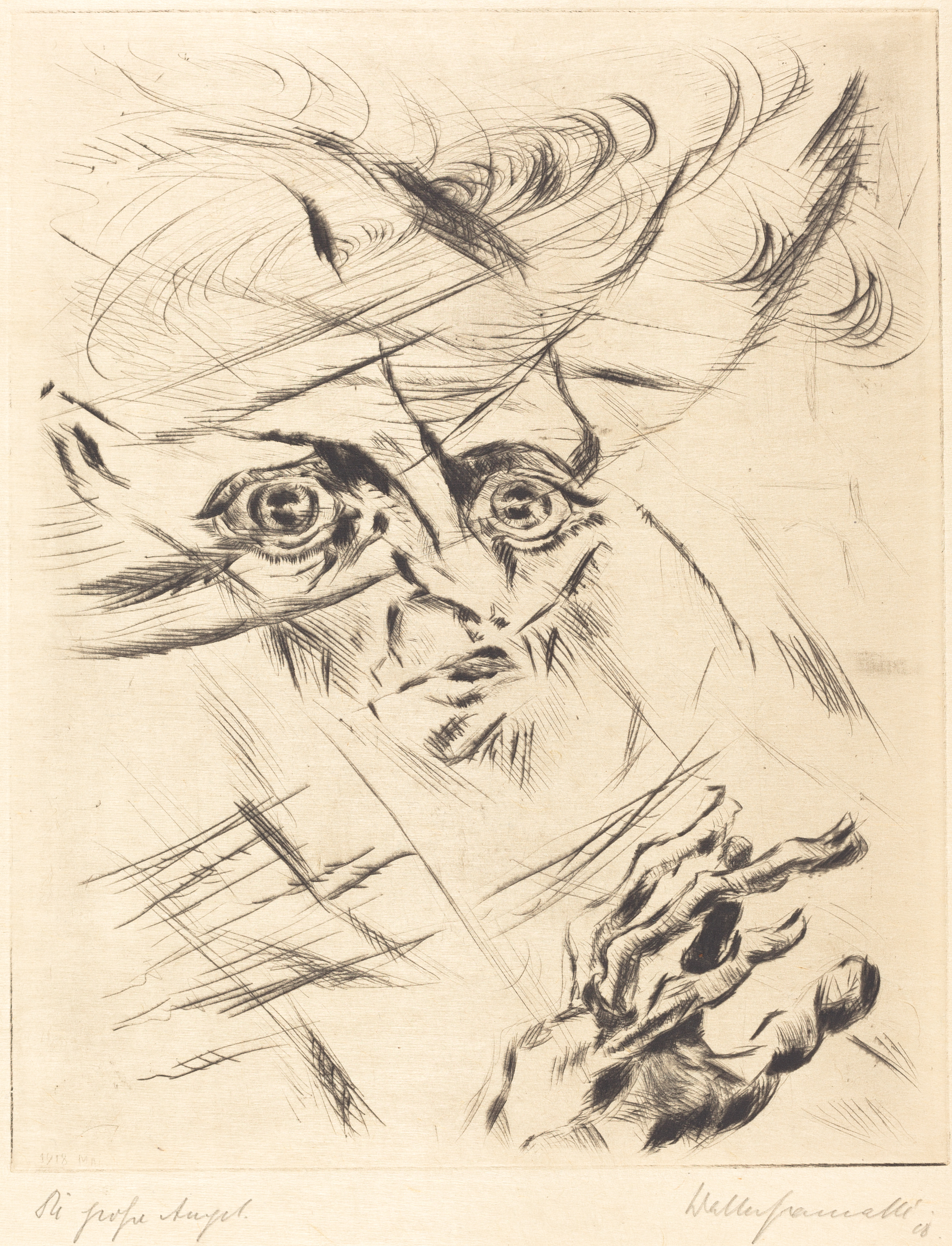
Walter Gramatté: Stora skälvan (1918).

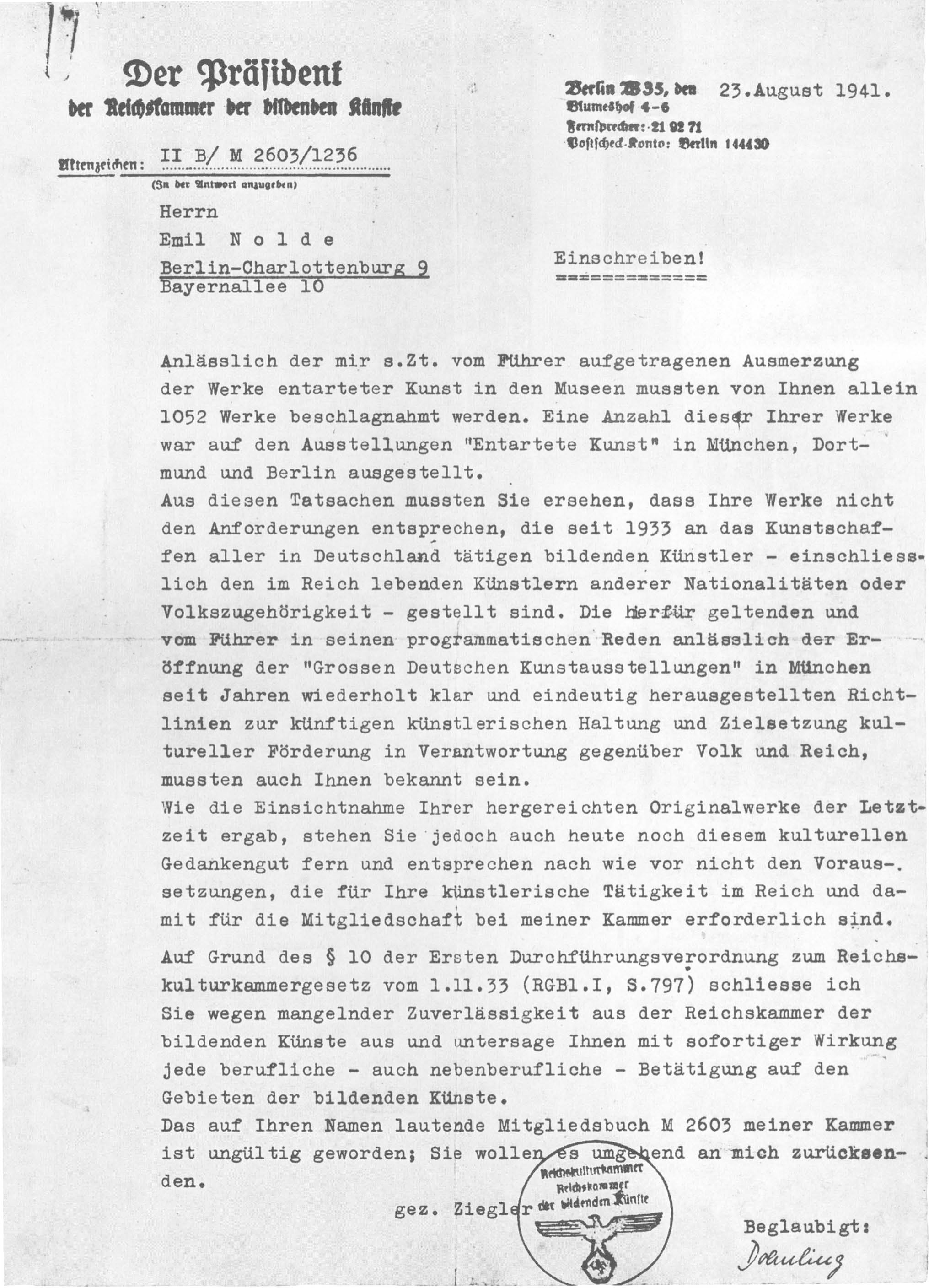
Brev till Emil Nolde från Adolf Ziegler, chef för Reichskammer der bildenden Künste. Det är daterat 23 augusti 1941 och förklarar i korthet varför konstnären utesluts ur riksorganisationen för konstnärer och förbjuds att verka som konstnär. Det har gått åtta år sedan villkoren för tyska konstnärer tillkännagavs, 1052 verk bara av Nolde har beslagtagits, några ställdes rentav ut som exempel på oacceptabel konst, ändå framhärdar konstnären och vägrar följa givna riktlinjer.

Till åtgärderna mot entartete Kunst hörde bland annat yrkesförbud utfärdat av det konstpolitiskt likriktande organet Reichskammer der bildenden Künste som var en särskild avdelning för just bildkonst inom Reichskulturkammer. Estetiskt sett gällde yrkesförbudet konstnärer som verkade inom konstriktningar vilka brukar beskrivas som modernistiska eller avantgardistiska. Förbudet infördes direkt efter det nazistiska maktövertagandet 1933 och kunde även drabba museipersonal av politiska skäl eller för att de inte kunde uppvisa arierbevis på sin härkomst eller för att de var ansvariga för inköp av modern konst. Av liknande skäl kunde högskolelärare som undervisade i ämnet drabbas. 
Framstående konstnärer som inte tilltalade den nationalsocialistiska ledningen uppmanades att utträda ur konstakademin i Berlin som då hette Preußische Akademie der Künste. Till dessa hörde bland andra Max Liebermann, Ernst Barlach, Ernst Ludwig Kirchner, Karl Schmidt-Rottluff och Otto Dix. Verk av dem och många andra återfanns på drygt 40 särskilt arrangerade utställningar runt om i landet från 1933 och framåt, exempelvis kallade "Entartete Kunst", "Der ewige Jude" eller "Kulturbolschewistische Bilder", arrangemang som kulminerade med vandringsutställningen Entartete "Kunst" (1937–1941).
I Berlin stängde myndigheterna den 30 oktober 1936 Galerie der Lebenden, avdelningen för modern konst i Kronprinzenpalais. Här fanns sedan 1919 till exempel Wilhelm Lehmbrucks skulptur Stora knäböjande (1911) och Franz Marcs oljemålning De blå hästarnas torn (1913). Båda dessa verk medtogs året efter på Entartete "Kunst"-utställningen. En systematisk utrensning av modernistisk konst, av politiska motståndares konst och av – som det ansågs – biologiskt urartade konstnärers verk ägde rum på offentliga platser och museer över hela landet under flera år från och med juli 1937. Den 2 mars 1938 beslagtogs till exempel ett självporträtt från 1888 av den oskolade eller självlärde Vincent van Gogh ur den bayerska statens konstsamlingar i München. Uppåt 20 000 verk av tusentals konstnärer beräknas ha beslagtagits sammanlagt. 
Den avsiktligt nedsättande utställningen Entartete "Kunst" öppnade i München den 19 juli 1937 av riksministern för allmänhetens upplysning och propaganda Joseph Goebbels tillsammans med presidenten för Reichskulturkammers bildkonstavdelning Adolf Ziegler. 650 representativa konstverk från 32 museer ställdes ut under hösten. Därefter gjordes den om till en vandringsutställning runt riket. Vissa konstverk byttes undan för undan ut efter behov. Andra "försvann" längs vägen, som Max Beckmanns livliga strandmålning Der Strand (Am Lido) (1927) efter visningen i Frankfurt am Main 1939.

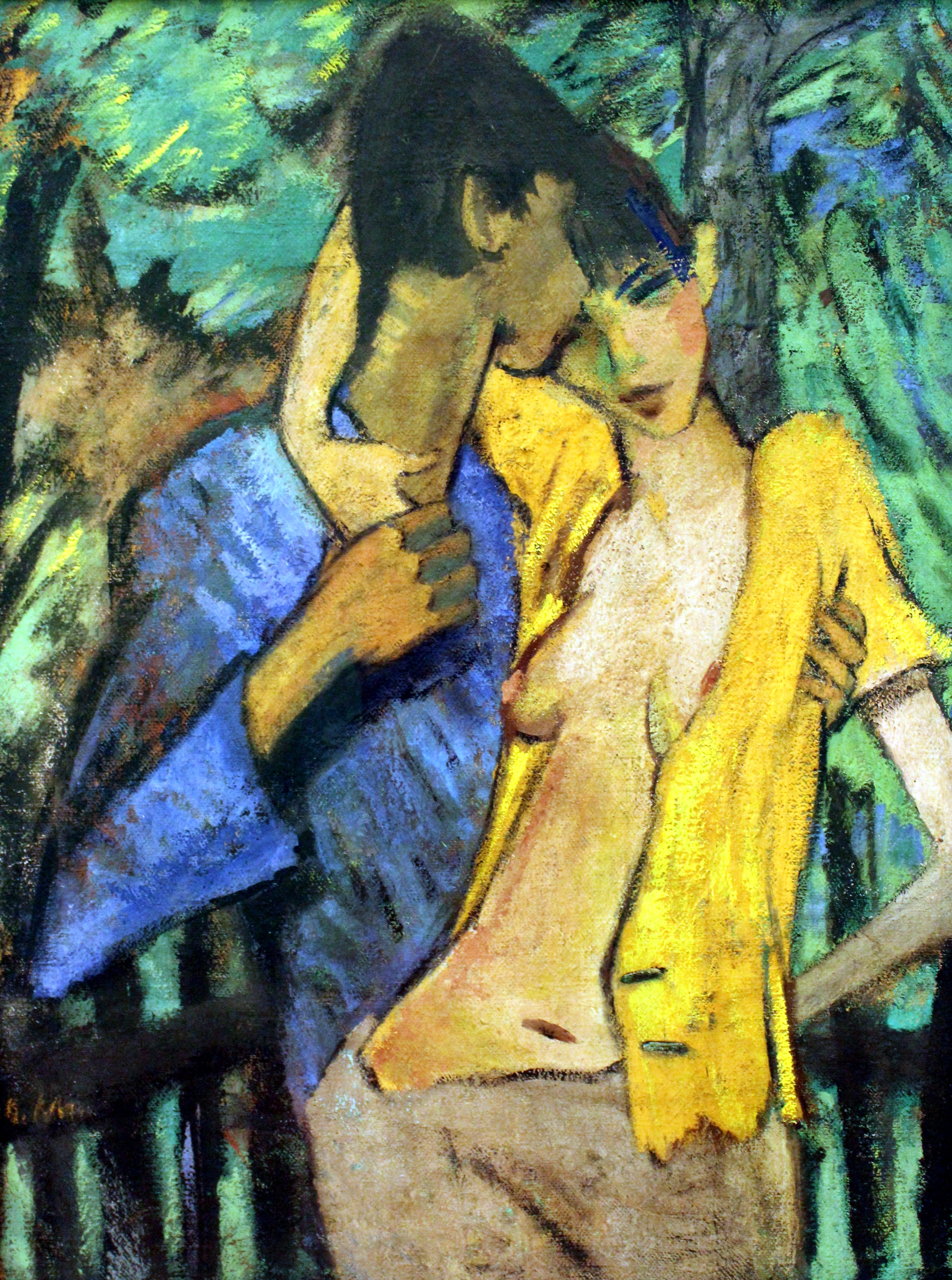
Otto Mueller: Kärlekspar (1919)

Vad skulle man då göra med all "konst" som inte hade någon plats i Tyska riket? Regeringen beslöt i augusti 1938 att avyttra så många verk som möjligt till utlandet. "Edvard Munchs tyske museums malerier" hette exempelvis en auktion som förrättades i Oslo genom Kunsthandel Harald Holst Halvorsen den 23 januari 1939. Det mesta av Edvard Munch på tyska museer, målningar och grafiska blad, såldes till högstbjudande. "Målningar och skulpturer av moderna mästare från tyska museer" var namnet på en annan auktion som hölls den 30 juni 1939 genom Galerie Fischer i schweiziska Luzern. Ett urval med 125 verk av 39 konstnärer bjöds ut, däribland Marc Chagalls Det blå huset (1920), George Groszs Metropolis (1916-17) och Paula Modersohn-Beckers Självporträtt med bärnstenshalsband (1906).
Andra verk var till försäljning på provision, med pris i utländsk valuta, hos fyra utvalda tyska konsthandlare, Karl Buchholz i Berlin, Ferdinand Möller i Berlin, Bernhard A. Böhmer i Güstrow och Hildebrand Gurlitt i Hamburg. Dessa hade anlitats för att värdera all beslagtagen konst, med början i maj 1938, och för att sälja den direkt till utländska privatpersoner och institutioner. Så småningom fick de även förköpsrätt för egen del. Galerie Ferdinand Möller förvärvade exempelvis 1941 nio oljemålningar av Ernst Ludwig Kirchner ur det statliga lagret på Schloss Schönhausen i utbyte mot målningen Gewitterlandschaft av den tyska senromantikens målare Ernst Ferdinand Oehme. Det sammanlagda värdet på Kirchners målningar var då uppskattat till drygt 1 000 riksmark. Utöver de fyra nämnda konsthandlarna var ytterligare två inblandade i hanteringen. Samlaren Emanuel Fohn som var bosatt i Rom under perioden 1933-1943 fick tillåtelse att byta till sig många konstverk direkt ur statliga lager. Konsthandlare Karl Haberstock (1878-1956), som från 1936 skötte affärerna kring äldre mästares verk från 1300-talet och fram till 1700-talet åt Adolf Hitler personligen, medverkade vid värderingen av beslagtagen konst, med möjlighet att upptäcka sådant som var värt att byta till sig mot äldre verk.
Många konfiskerade konstverk såldes eller utauktionerades till utlandet, medan andra byttes mot "äldre mästares" verk, "försvann" eller "förstördes". Den 20 mars 1939 genomförde brandkåren, på uppdrag av regeringen, en brandövning på gården till Berlins huvudbrandstation på Lindenstrasse 40-41 i Kreuzberg. 5000 målningar, skulpturer, teckningar, akvareller och grafiska blad brändes upp. En handling som starkt påminner om hur författares verk hade bränts redan 1933 på Opernplatz vid ett stort offentligt bokbål som samlade 40 000 människor. I stället för beteckningen entartete Literatur hette det då "otysk litteratur".

### Exempel på konstriktningar klassade somentartete
- Abstrakt konst
- Bauhaus
- Dadaism
- Expressionism
- Fauvism
- Futurism
- Impressionism
- Konstruktivism
- Kubism
- Naivism
- Nya sakligheten
- Pointillism
- Primitivism
- Surrealism
- Symbolism

### Exempel på konstnärer klassade somentartete
Konstnärer som visades på olika Entartete Kunst-utställningar (1933–1941) är inte listade här utan i artikeln om dessa utställningar. Här är i stället exempel på konstnärer vilkas verk beslagtogs på tyska museer utan att ställas ut. Om konstnärerna fortfarande levde och om de bodde i Nazityskland var de dessutom belagda med yrkes- och utställningsförbud av propagandaministeriets konstpolitiska organ Reichskammer der bildenden Künste.  
- Cuno Amiet
- Hans Arp
- Otto Beyer
- Umberto Boccioni
- Camille Bombois
- Georges Braque
- Paul Cézanne
- Giorgio de Chirico
- Nils Dardel
- Theo van Doesburg
- Raoul Dufy
- Nicolas Eekman
- Viking Eggeling
- Edgar Ende
- Henri Le Fauconnier
- Roger de La Fresnaye
- Naum Gabo
- Paul Gauguin
- Vincent van Gogh
- Natalja Gontjarova
- Isaac Grünewald
- Albert Paris Gütersloh
- Raoul Hausmann
- Adolf Hölzel
- Edgar Jené
- Moïse Kisling
- Gustav Klimt
- Käthe Kollwitz
- Alfred Kubin
- Michail Larionov
- Lotte Laserstein
- Max Liebermann
- Elfriede Lohse-Wächtler
- August Macke
- Louis Marcoussis
- Henri Matisse
- Paula Modersohn-Becker
- Amedeo Modigliani
- László Moholy-Nagy
- Henry Moore
- Pablo Picasso
- Man Ray
- Odilon Redon
- Joachim Ringelnatz
- Georges Rouault
- Tyko Sallinen
- Egon Schiele
- Georg Schrimpf
- Gino Severini
- Paul Signac
- Rabindranath Tagore
- Georg Tappert

### Exempel på konstverk som beslagtogs
Sedan våren 2003 bedrivs ett forskningsprojekt kring entartete Kunst på Konstvetenskapliga institutionen vid Freie Universität i Berlin. Som en del av detta projekt har ett beslagsinventarium gjorts tillgängligt online (se källor). Där är 1 476 konstnärer medtagna (år 2022) tillsammans med uppgifter om var och när deras verk beslagtogs och om vad som är känt om verkens vidare öden. Där finns många utländska konstnärer och bland dem svenskarna Nils Dardel, Viking Eggeling och Isaac Grünewald. 
Dessa svenska konstnärer var representerade med var sitt verk på tyska museer. Alla beslagtogs 1937. Två av dem, Dardels oljemålning Johannisnacht / Midsommarafton (1923) och Eggelings grafiska blad Bärtiger Mann / Skäggig man [utan årtal], registrerades som förstörda i inventarielistor från den nationalsocialistiska eran. Grünewalds oljemålning Norwegisches Mädchen / Norsk jänta [utan årtal] var däremot till försäljning en period hos konsthandlare Bernhard A. Böhmer innan den återlämnades till myndigheterna 1939. Målningen sägs ha varit i propagandaministeriets förvar fram till krigsslutet 1945, men därefter upphör alla spår.
Här nedan följer ett litet urval av andra verk som beslagtogs, tillsammans med tillgänglig proveniens. Måtten är angivna i cm. Höjd föregår bredd.

#### Målningar

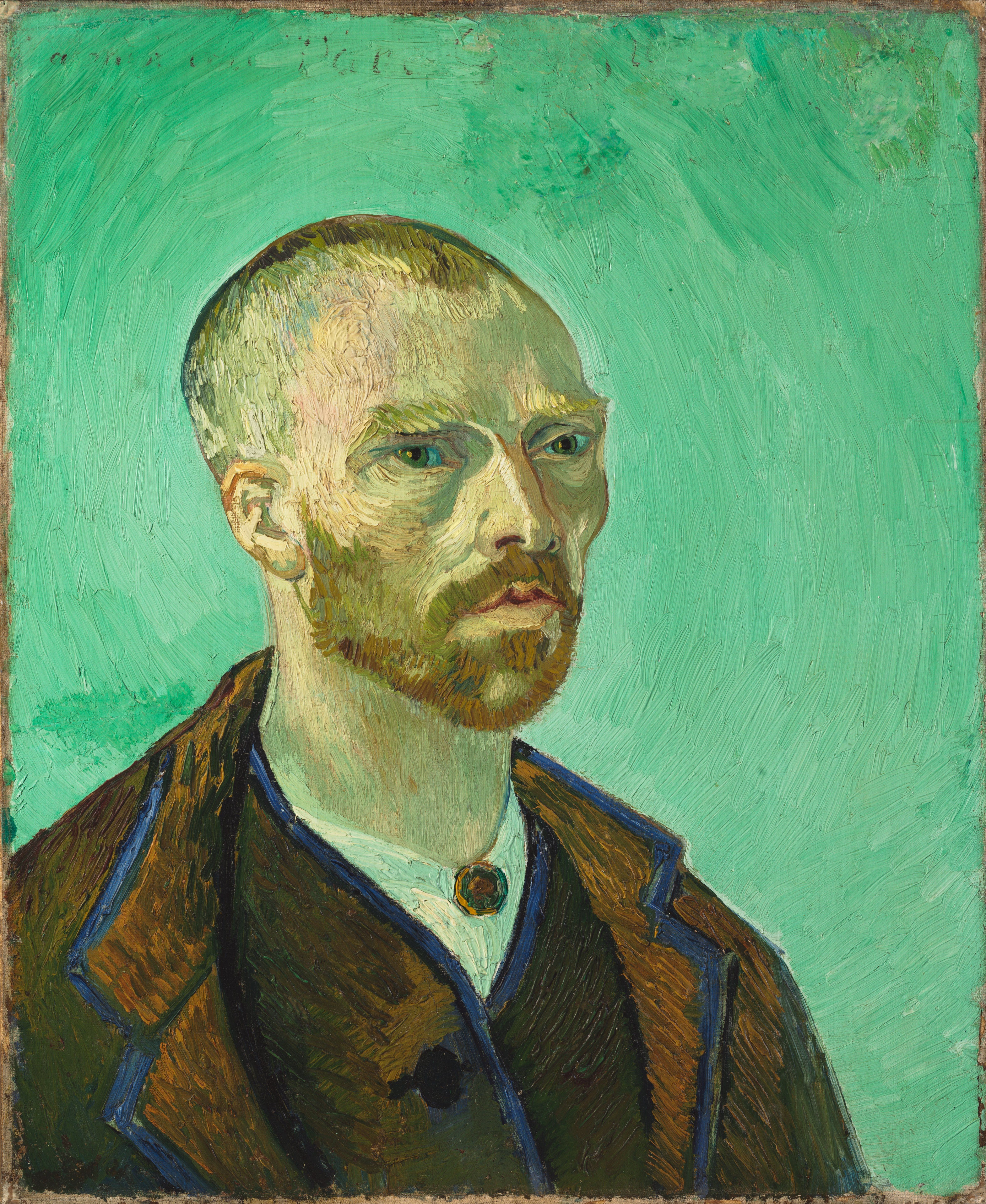
Vincent van Gogh: Selbstbildnis / Självporträtt (1888), olja på duk, 61x50cm. Konfiskerad i mars 1938 ur bayerska statens konstsamlingar i München. Märkt "internationellt användbar" i Schloss Schönhausens värdedepå. Såld på auktion i schweiziska Luzern, till samlaren Maurice Wertheim från New York. Skänkt efter hans död 1951 till Fogg Museum, den äldsta delen av Harvard Art Museums.
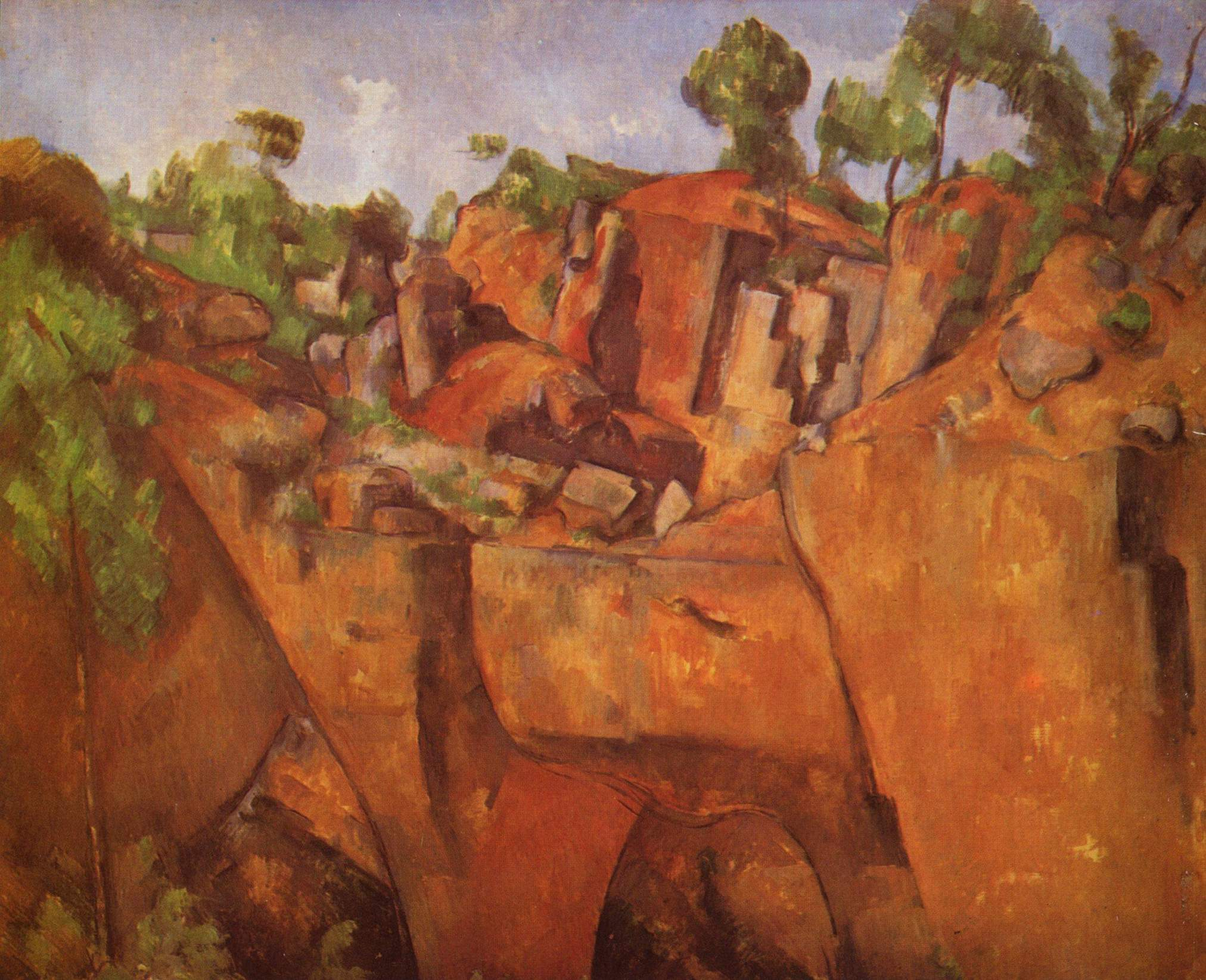
Paul Cézanne: La Carrière de Bibémus / Stenbrottet i Bibémus (runt 1895), olja på duk, 65x81. Beslagtagen i augusti 1937 på Museum Folkwang. I New York 1938–1964, därefter förvärvad tillbaka av Museum Folkwang.
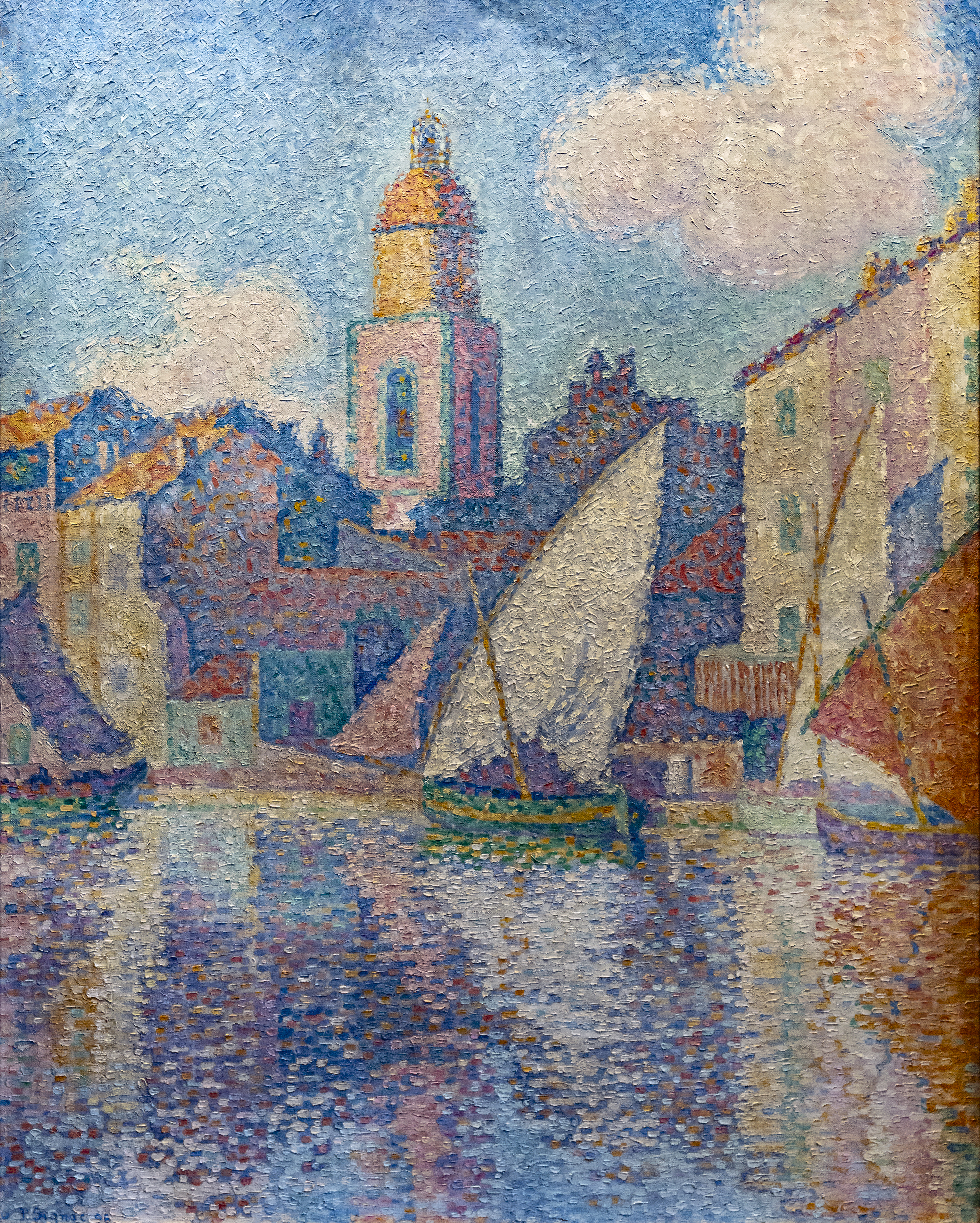
Paul Signac: Le Clocher de Saint-Tropez / Klocktornet i Saint-Tropez (1896), olja på duk, 82×64. Beslagtagen på Kronprinzenpalais i Berlin 30 oktober 1937. Såld utomlands 1939. Idag på Fondation Bemberg i Toulouse.
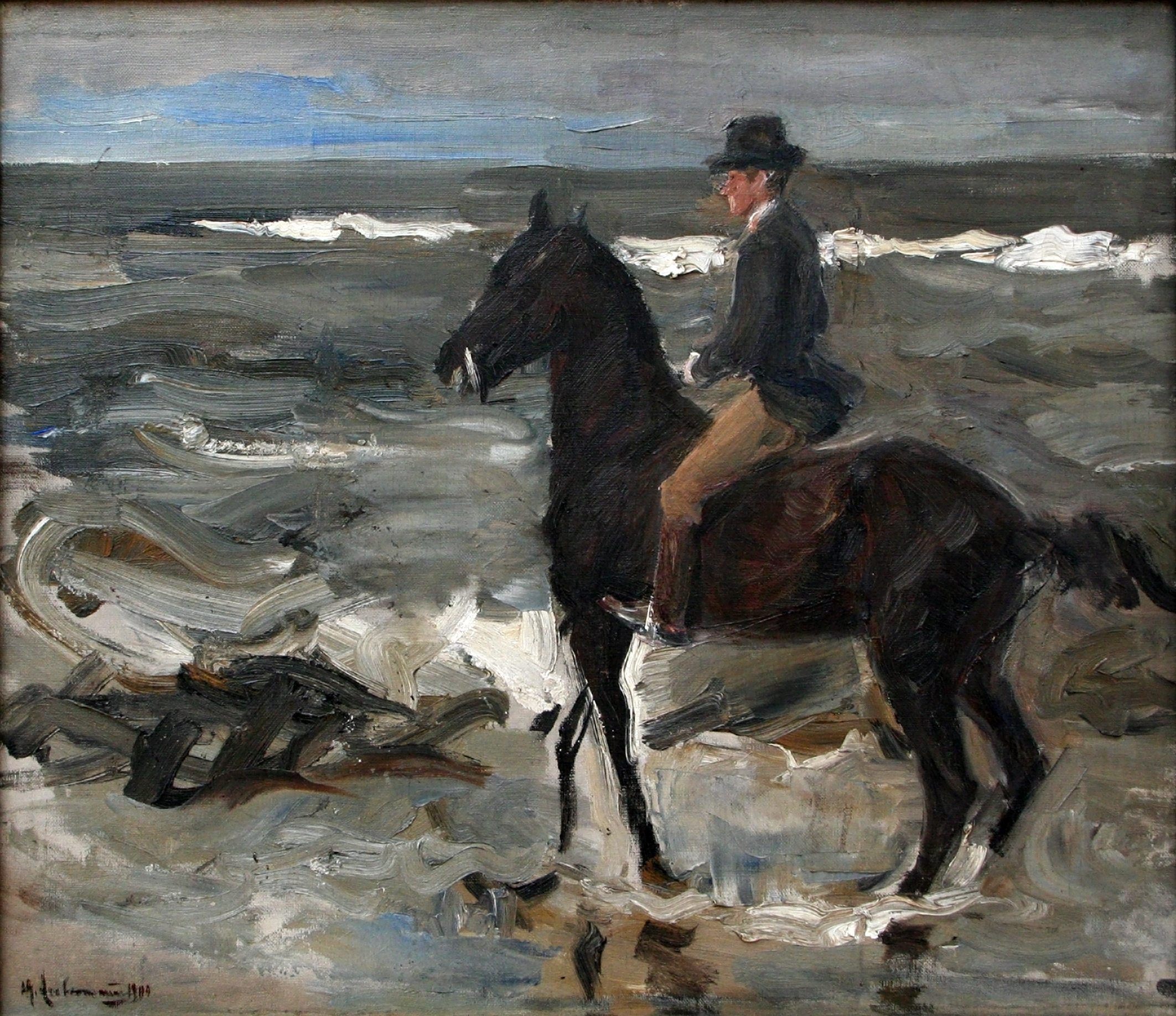
Max Liebermann: Reiter am Meer nach links / Ryttare vid havet (1900), olja på duk, 46x55. Beslagtagen på Bayerische Staatsgemäldesammlungen i München 25 augusti 1937. Såld utomlands i schweiziska Luzern sommaren 1939. Tillhör idag Le Musée d’Art moderne et d’Art contemporain i Liège.
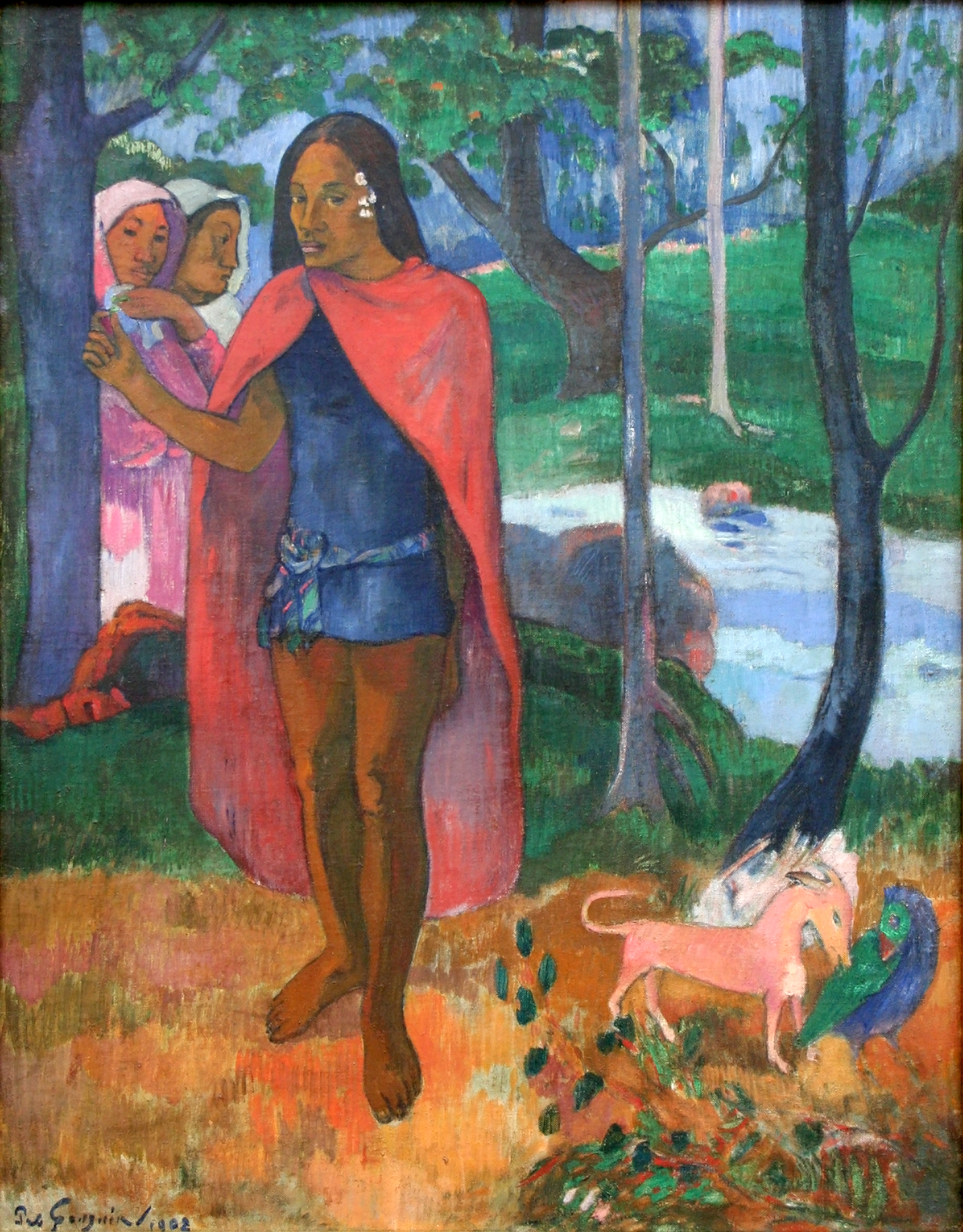
Paul Gauguin: L'Enchanteur eller Le Sorcier d'Hiva Oa / Trollkarlen från Hiva Oa (1902), olja på duk, 91x73. Beslagtagen på Städelsches Kunstinstitut i Frankfurt am Main i december 1937 zur persönlichen Verfügung Hermann Görings ["till Hermann Görings personliga förfogande"]. Såld i Luzern sommaren 1939. Tillhör sedan dess Le Musée d’Art moderne et d’Art contemporain i Liège.
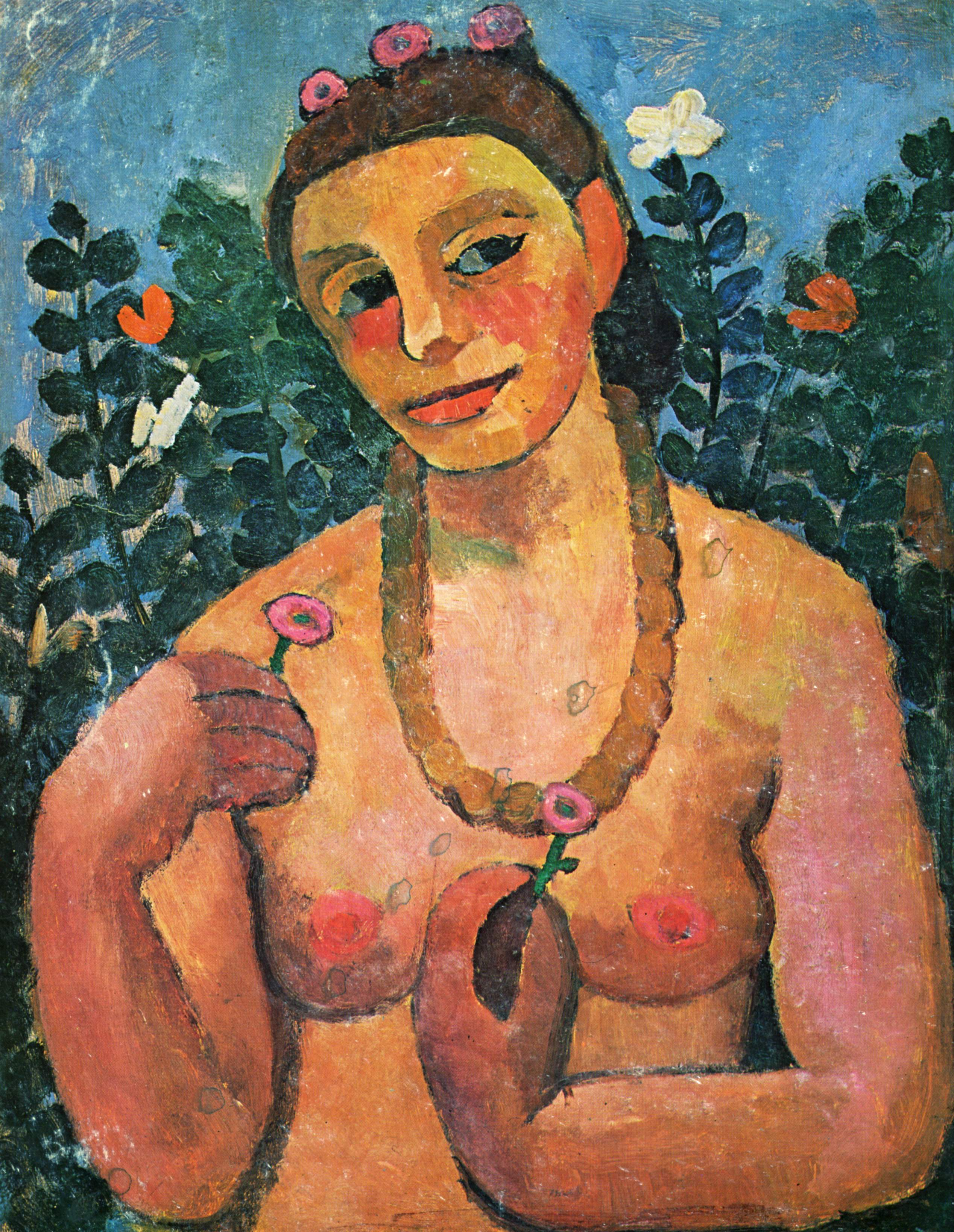
Paula Modersohn-Becker: Selbstbildnis als Halbakt mit Bernsteinkette II / Självporträtt med bärnstenshalsband (1906), olja på duk, 61x50. Beslagtagen i augusti 1937 på Kestner-Museum i Hannover. Såld i Luzern sommaren 1939 till Kunstmuseum Basel.
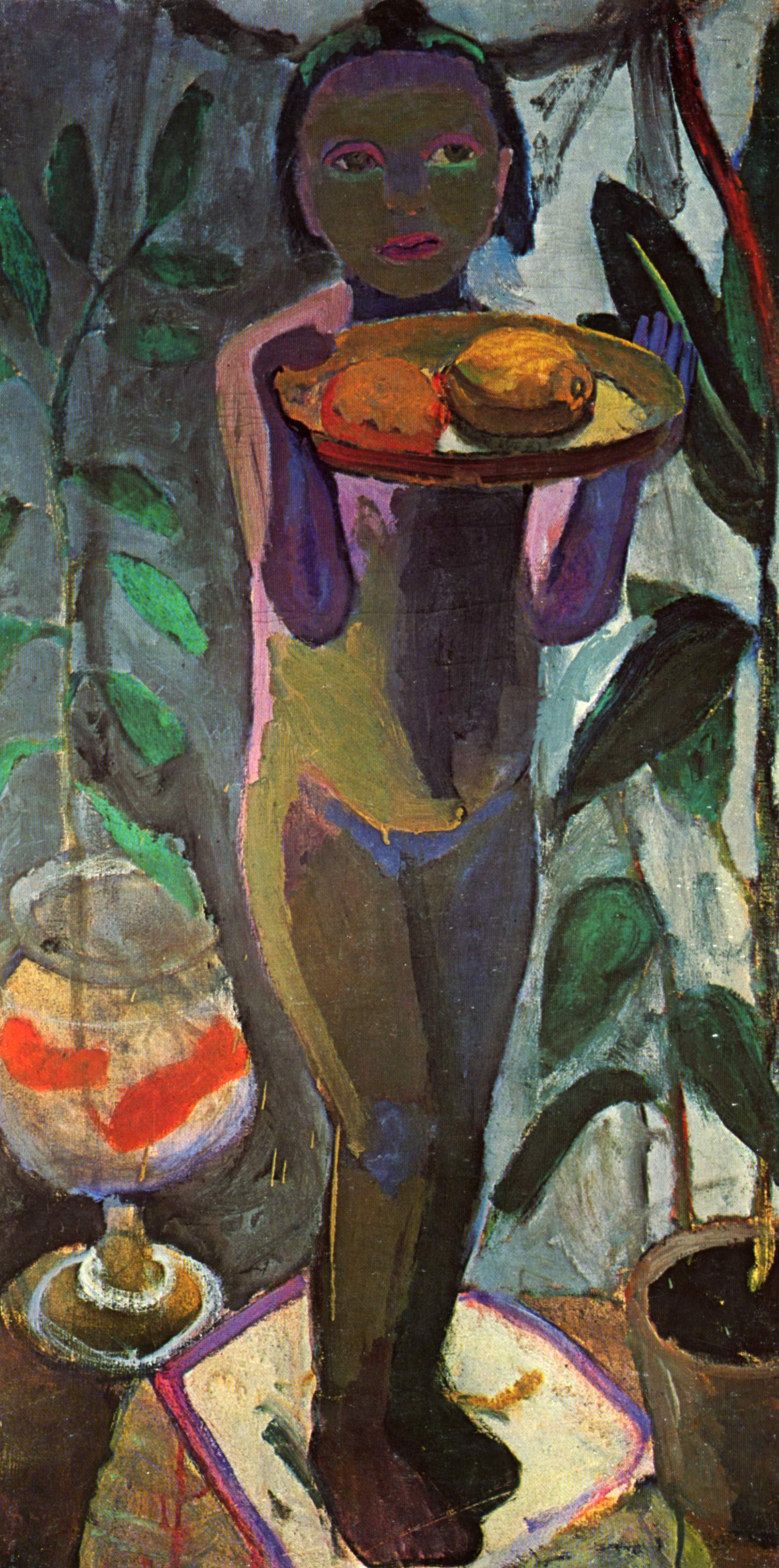
Paula Modersohn-Becker: Stehender Kinderakt mit Goldfischglas / Barn med guldfiskskål (1906-07), olja på duk, 106x46. Beslagtagen 20 augusti 1937 på Kestner Museum i Hannover. Emanuel Fohn bytte till sig den 1939 mot okänt vad. Ingår sedan 1964 i Fohns donerade samling på Pinakothek der Moderne i München.
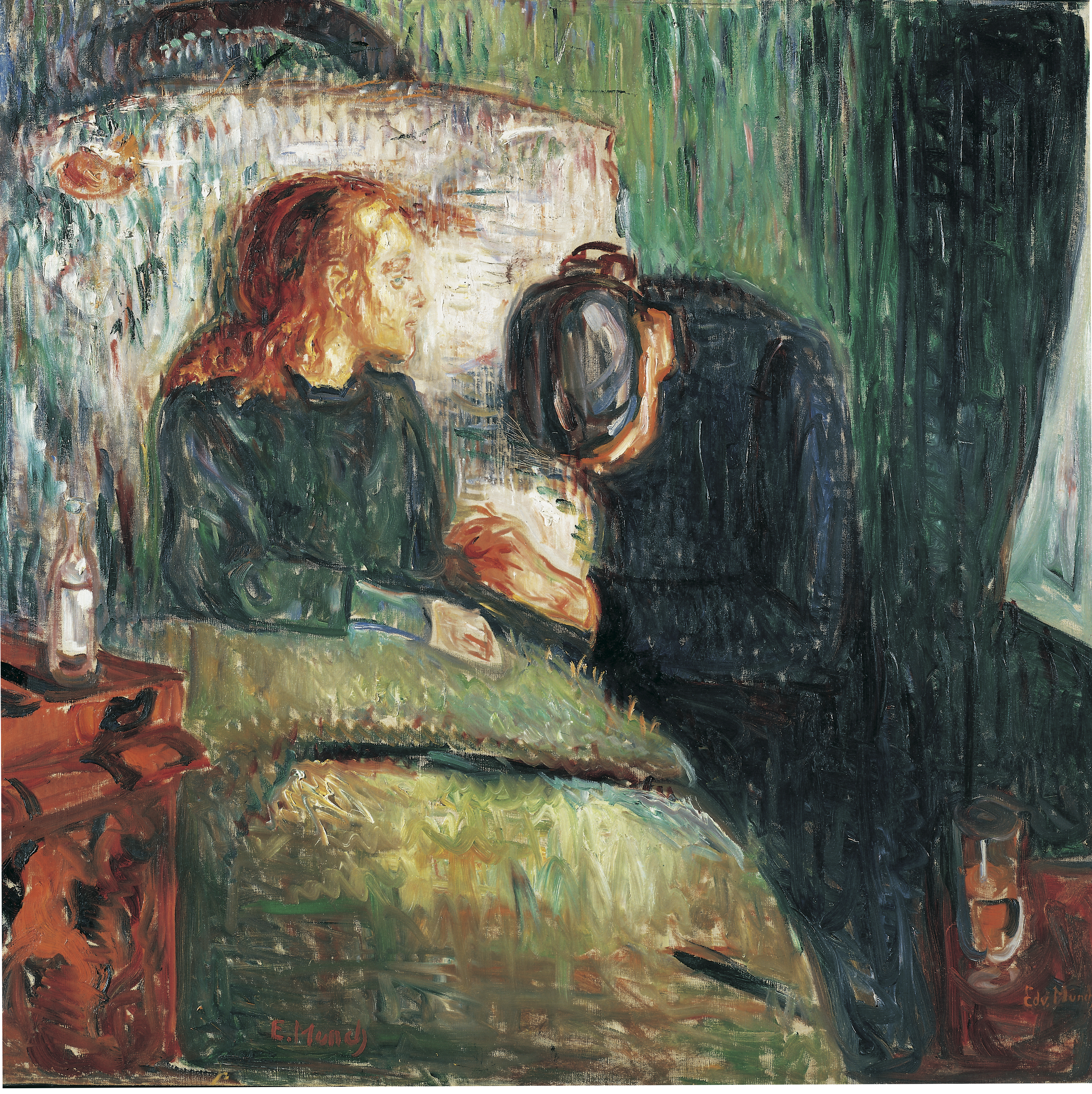
Edvard Munch: Det sjuka barnet (en fjärde version, 1907), olja på duk, 119x121.
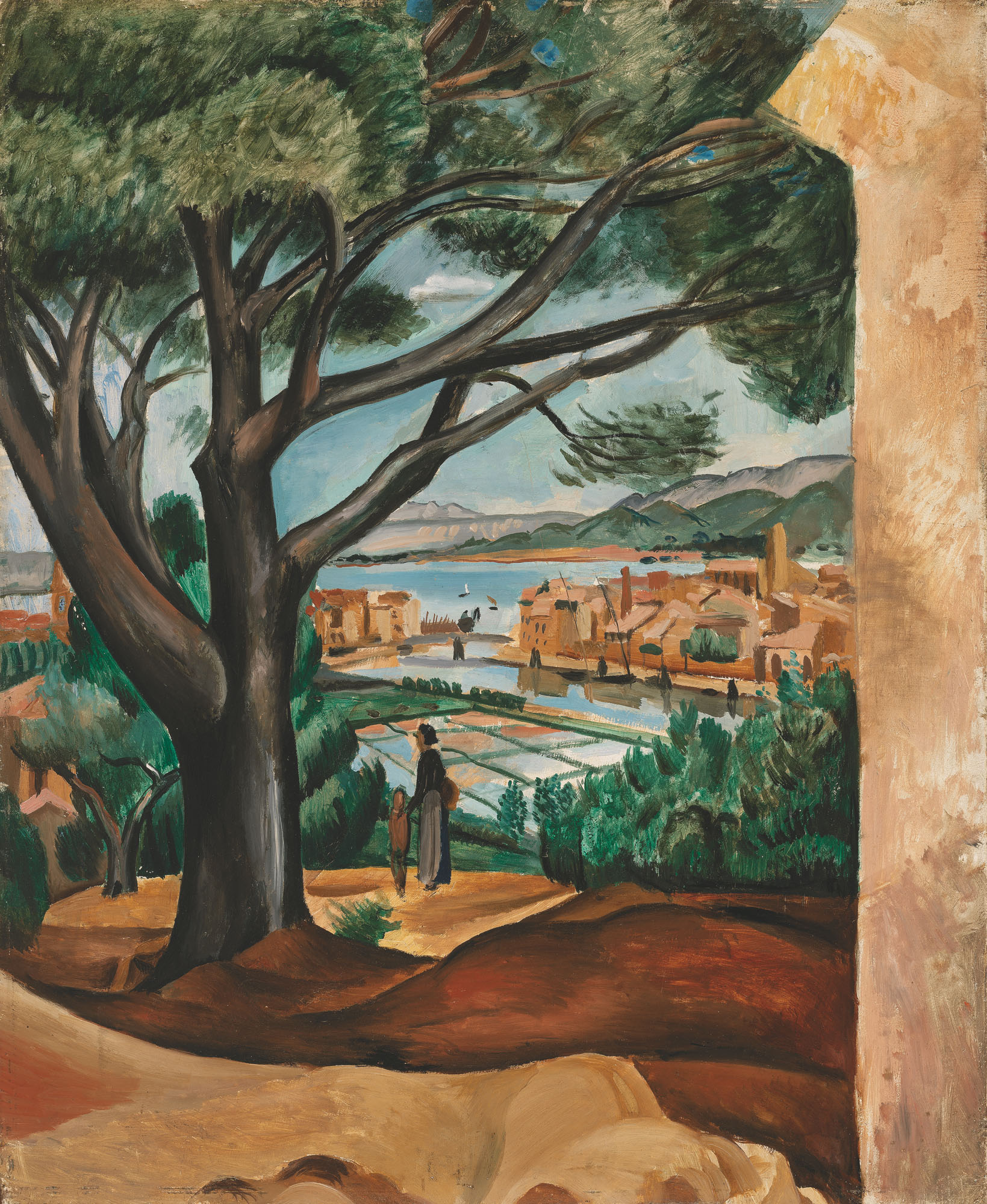
André Derain: Les Salins de Martigues (1908), olja på pannå, 73.1 x 59.8 cm. Beslagtagen på Museum Folkwang i augusti 1937. Utauktionerad i Lüzern 1939. I Beirut sedan 1998. Privat ägo.
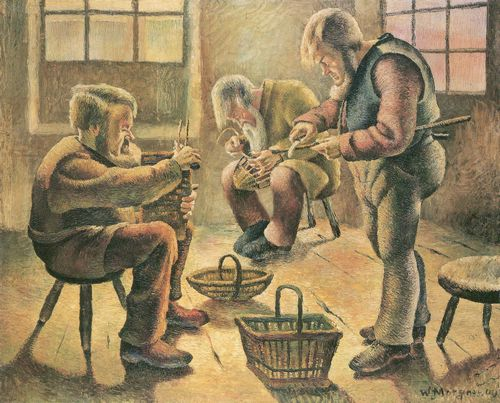
Wilhelm Morgner: Drei Korbmacher / Tre korgmakare (1909), olja på duk, 160x200. Beslagtagen 1937 i staden Soests konstsamling. Från mars 1939 till september 1943 fanns den till försäljning för 8 dollar hos konsthandlare Bernhard A. Böhmer i Güstrow. Därefter återlämnad till Soest, där den idag tillhör Museum Wilhelm Morgner.
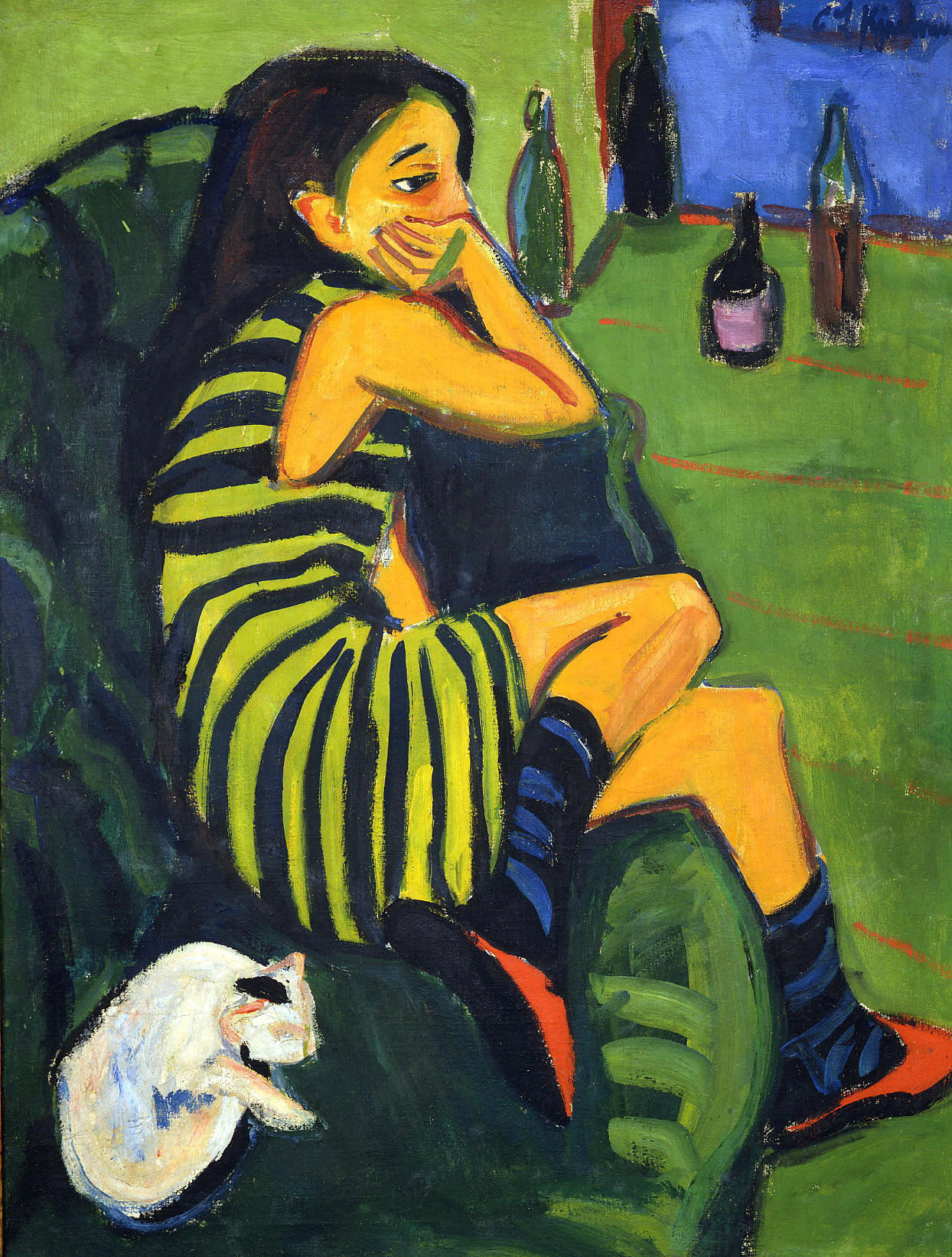
Ernst Ludwig Kirchner: Artistin (Marcella) (1910), olja på duk, 100x76. Beslagtagen 1937 på Kunstverein i Jena där den tillhörde en avdelning kallad "Vermächtnis Botho Graef". Konsthandlare Ferdinand Möller bytte till sig den ur lagerdepån 1940. Ärvdes 1956 av Angelika Fessler-Möller, som 1997 sålde den till Brücke-Museum Berlin.
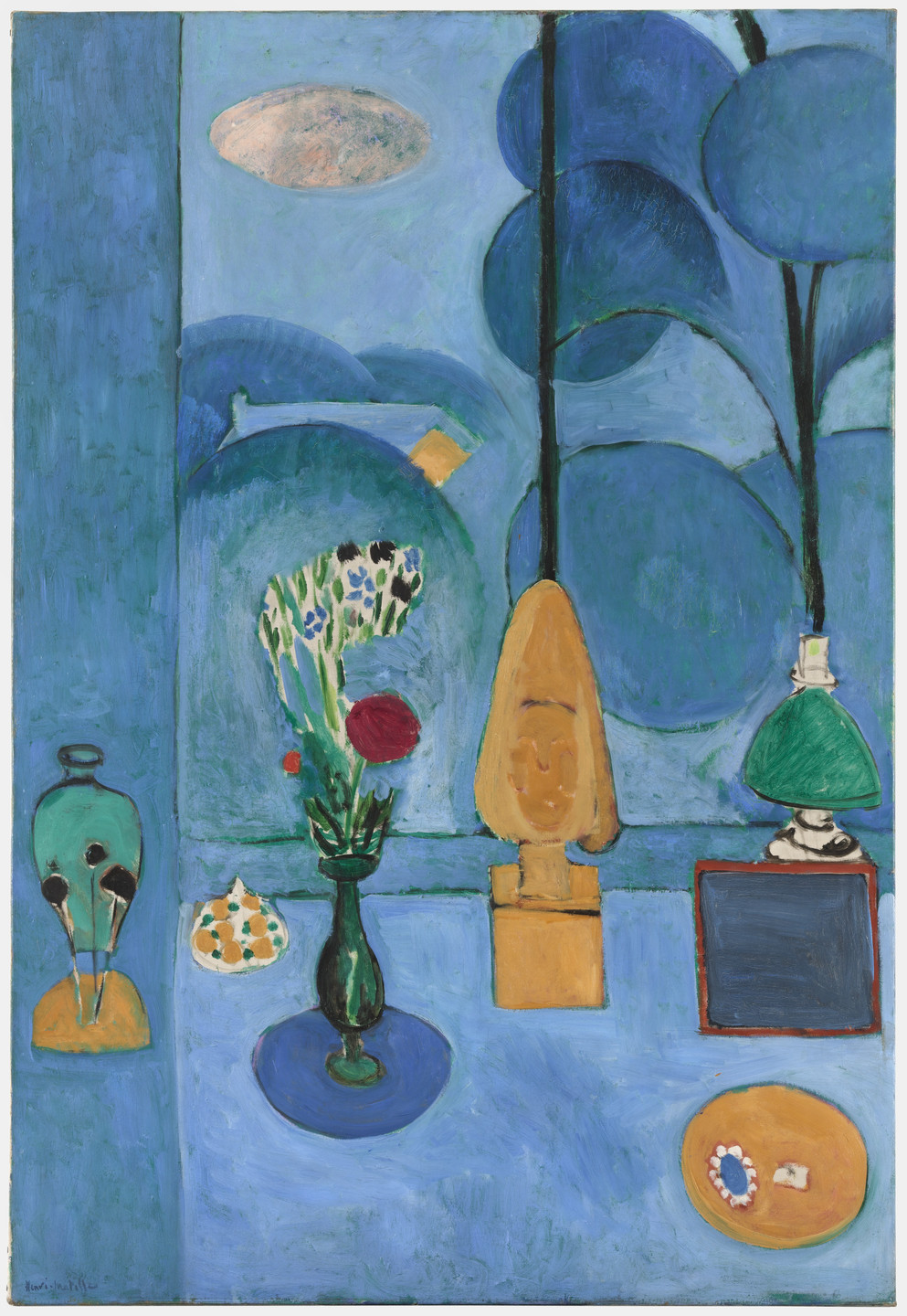
Henri Matisse: La Fenêtre bleue / Blå fönstret (1911), olja på duk, 130,3x89,2. Beslagtagen i augusti 1937 på Museum Folkwang i Essen. Via konsthandlare Karl Buchholz förvärvades målningen av Museum of Modern Art i New York 1939.
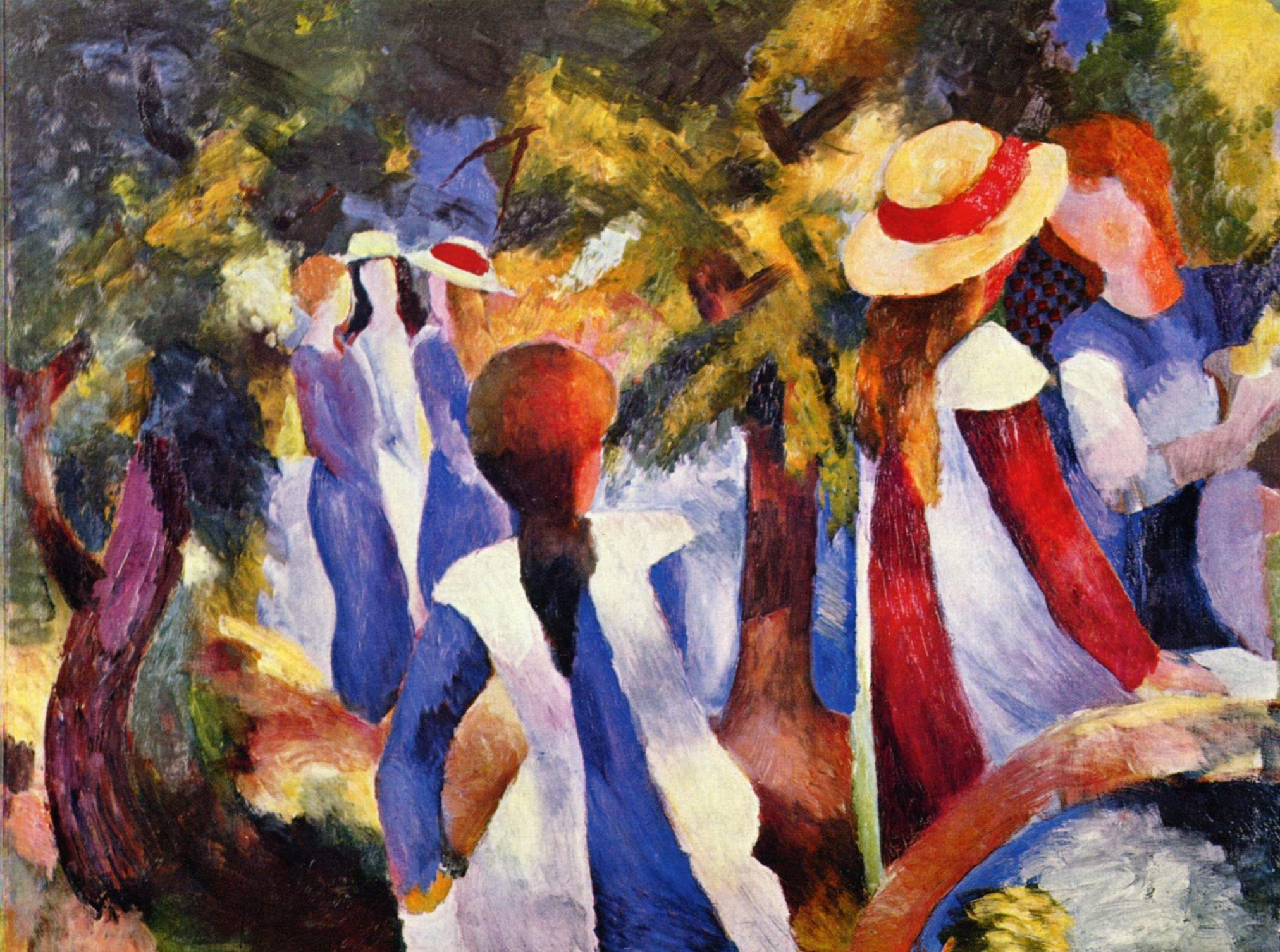
August Macke: Mädchen unter Bäumen / Flickor under träd (1914). Beslagtagen 7 juli 1937 på Kronprinzenpalais i Berlin. I februari 1939 bytte Emanuel Fohn till sig målningen ur propagandaministeriets lager. På Pinakothek der Moderne i München sedan 1964 som en del av Fohns postuma samling.
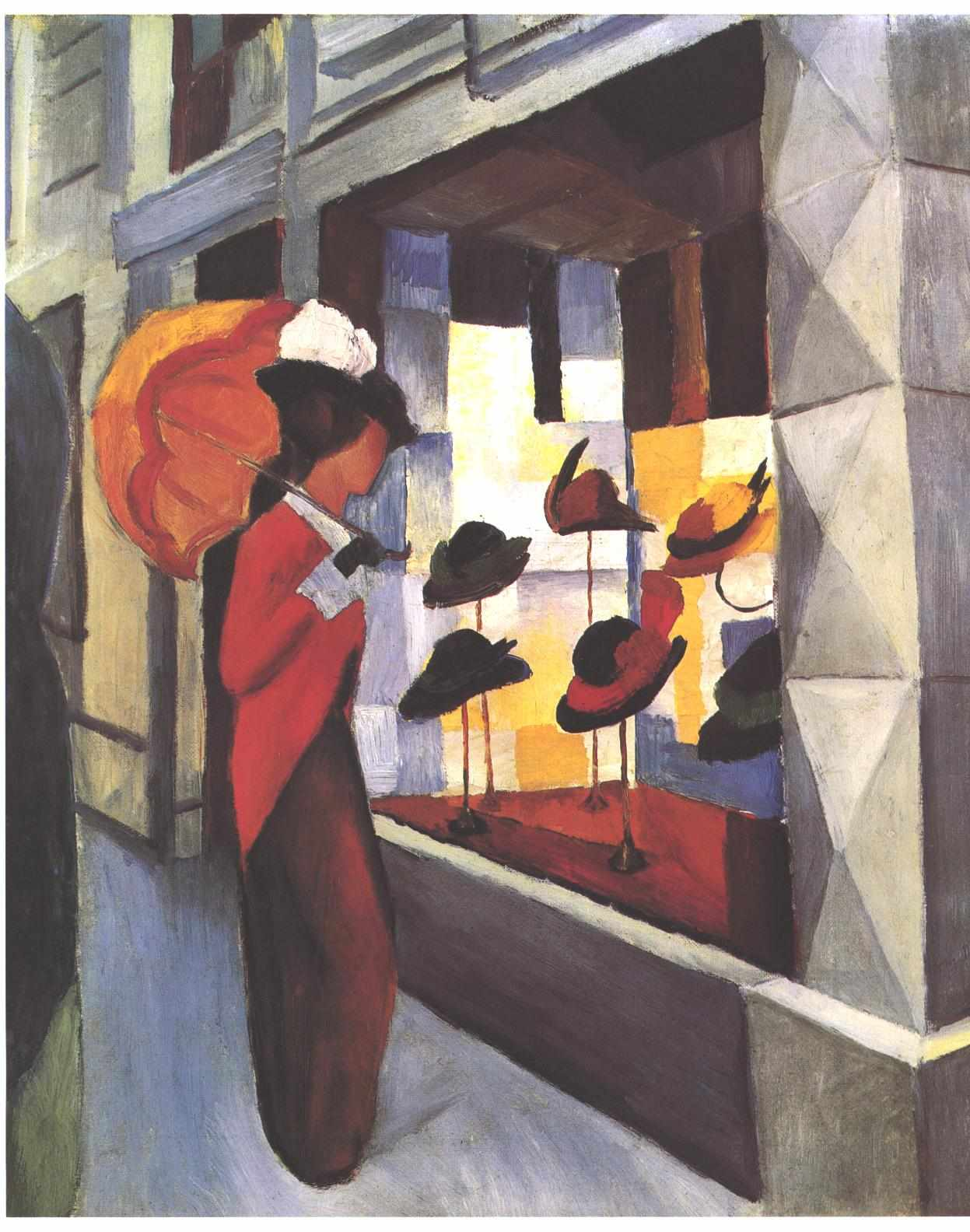
August Macke: Hutladen / Kvinna med parasoll framför en hattbutik (1914). Beslagtagen på Museum Folkwang 25 augusti 1937. Köpt av Karl Buchholz ur Schloss Schönhausens värdedepå för 80 dollar och förd till New York. Där köptes den 1951 av en samlare från Düsseldorf som två år senare skänkte målningen tillbaka till det ursprungliga museet i Essen.
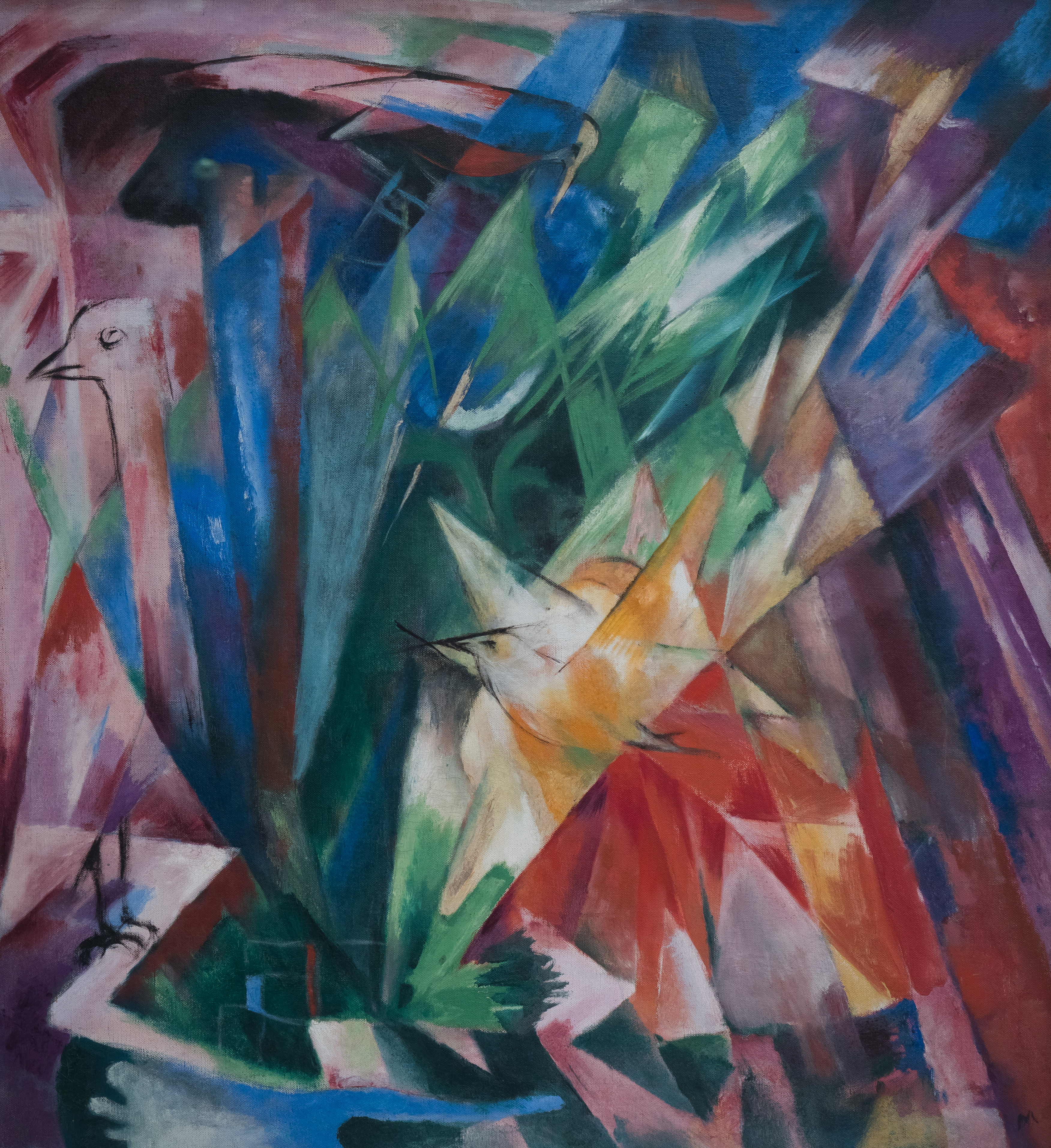
Franz Marc: Vögel / Fåglar (1914), olja på duk, 109x100. Beslagtagen i augusti 1937 på Staatliche Gemäldegalerie i Dresden, där den funnits sedan 1917. Såld i Luzern 1939 till en samlare från New York. 1983 var målningen till försäljning via Galerie Château d'Art i Basel och inköptes av Lenbachhaus i München.
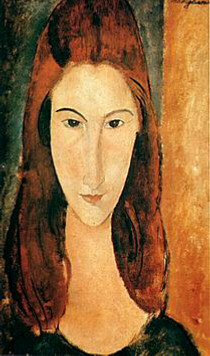
Amedeo Modigliani: Damenbildnins / Porträtt av Jeanne Hébuterne (1918), olja på duk, 46x29. Beslagtagen på Kronprinzenpalais i oktober 1937. Såld i Luzern 1939, därefter på Christie's 1984. Privat ägo.
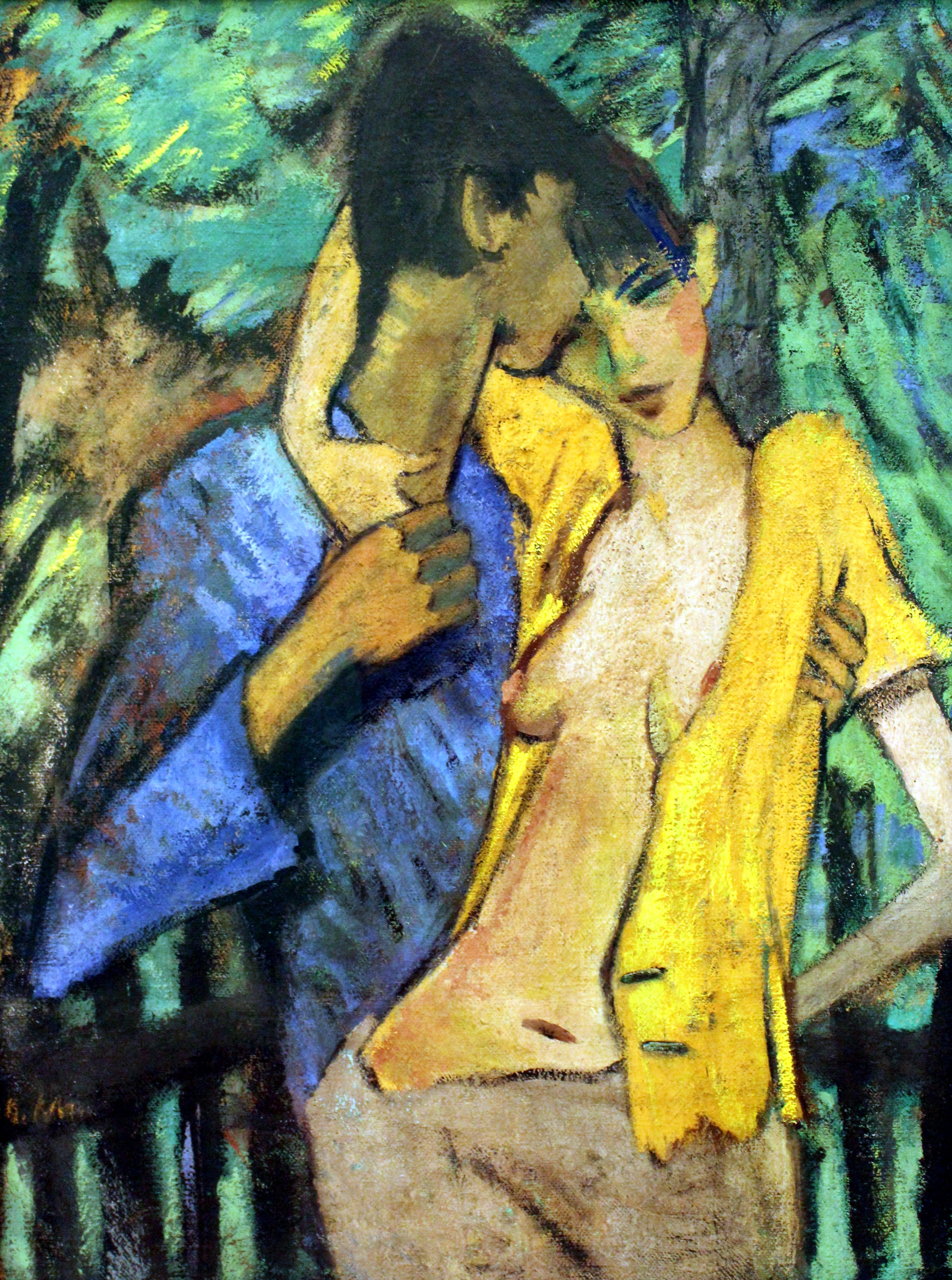
Otto Mueller: Liebespaar / Kärlekspar (1919), limfärg på juteväv, 106x80. Beslagtagen i augusti 1937 på Museum der bildenden Künste i Leipzig. Från mars 1939 på provision för 30 dollar hos konsthandlare Bernhard A. Böhmer i Güstrow, som senare bytte till sig målningen. Förvärvades tillbaka till sitt ursprungliga museum 1997.
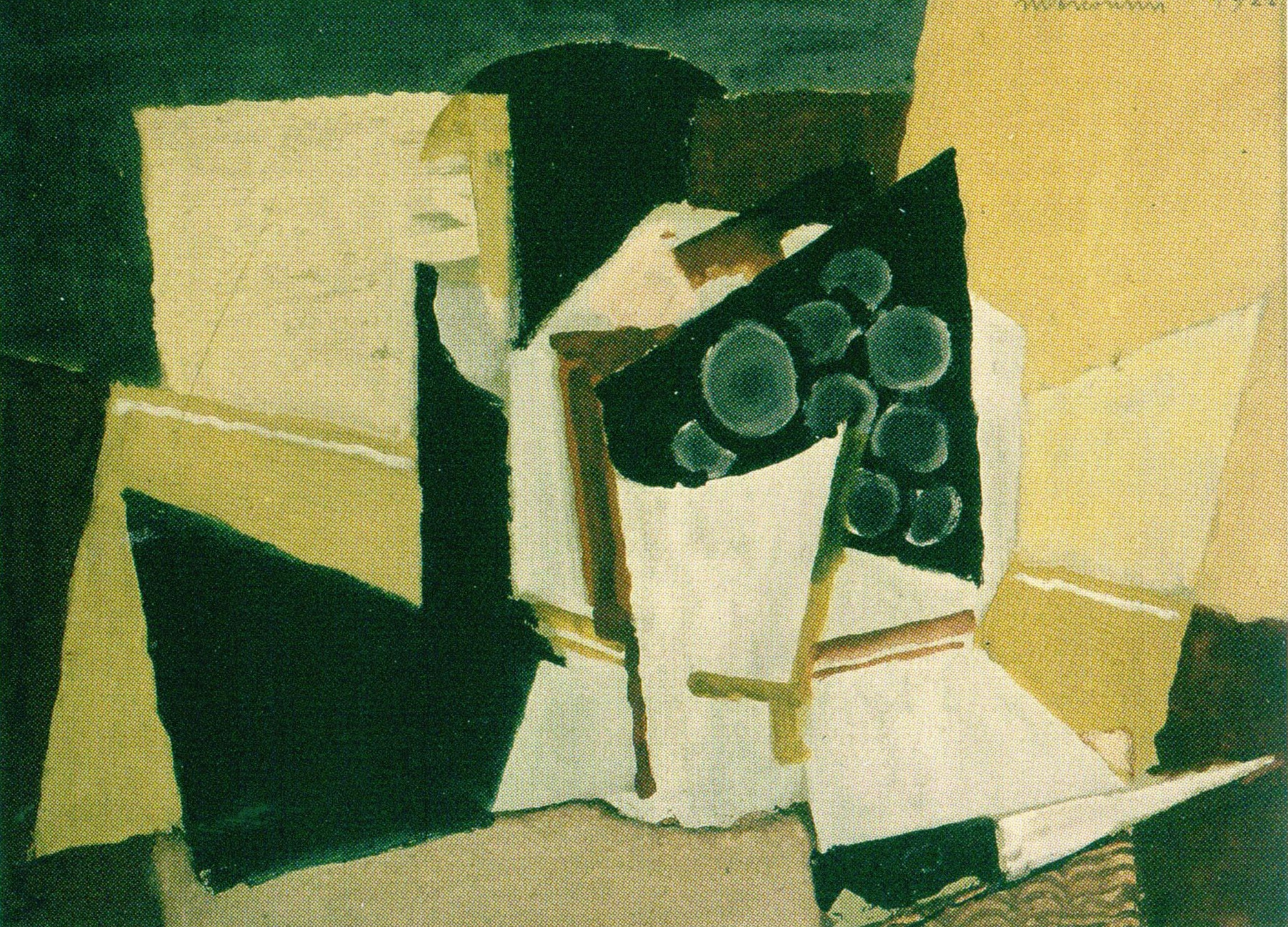
Louis Marcoussis: La Grappe de raisins (1920), gouache, 30,5x43. På lån från privatperson, men likväl beslagtagen i augusti 1937 på Landesmuseum i Hannover (före detta Provinzial-Museum). Restituerad till sin rättmätige ägare år 2000. Idag i privat ägo i Storbritannien.
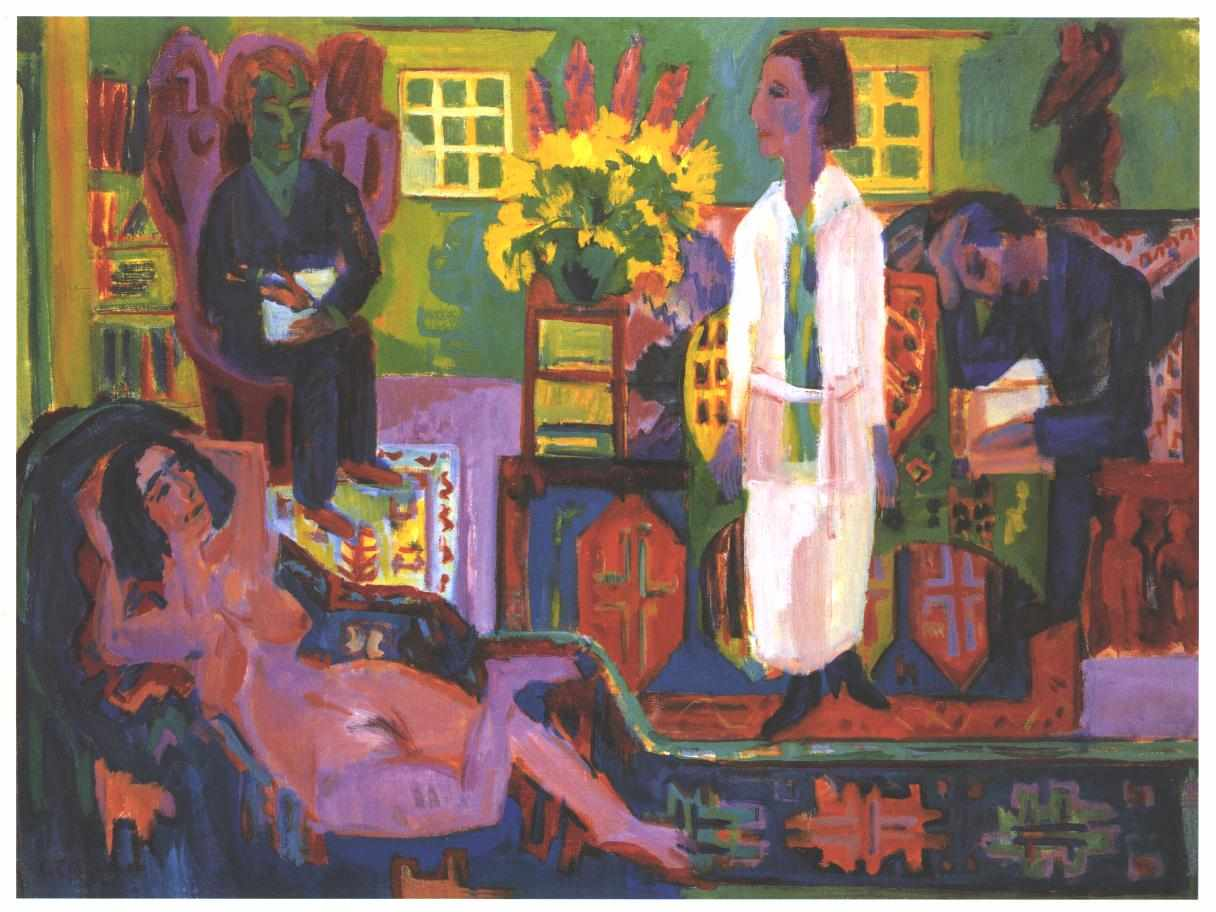
Ernst Ludwig Kirchner: Moderne Bohème (1924), olja på duk, 124x165. Beslagtagen i augusti 1937 på Museum Folkwang i Essen. Köptes av konsthandlare Karl Buchholz ur Schönhausens värdedepå 1939 och fördes 1940 över till Buchholz Gallery i New York. Finns sedan 1955 på Minneapolis Institute of Art.
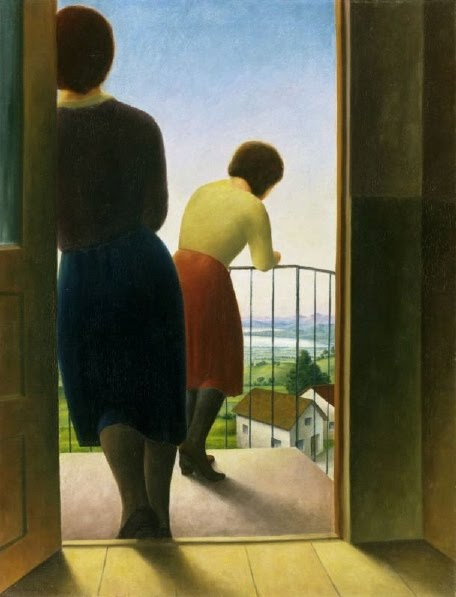
Georg Schrimpf: Auf dem Balkon (1927), olja på duk, 93x72. Beslagtagen ur bayerska statens konstsamlingar i München i juli 1937. I november 1939 köpt av Kunstmuseum Basel, där den ännu finns.
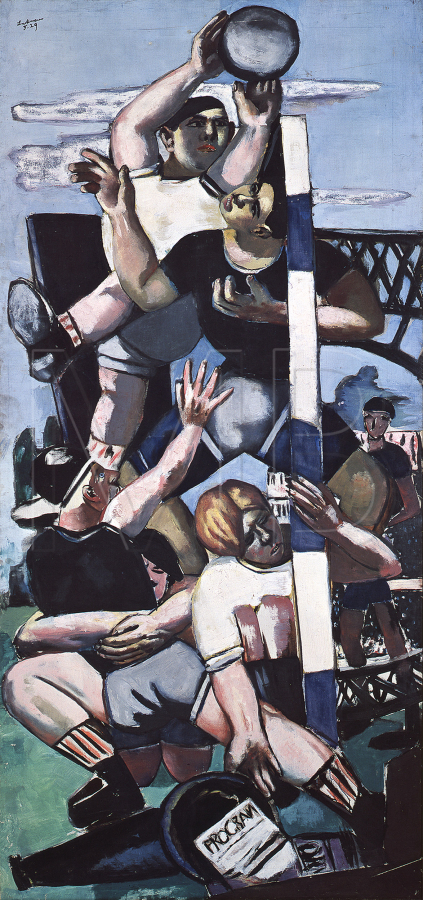
Max Beckmann: Die Rugbyspieler (1929), olja på duk, 213x100. Beslagtagen i augusti 1937 på Staatliche Gemäldegalerie i Dresden. Förd 1948 till Gallery Buchholz i New York. Ägd sedan 1955 av Wilhelm Lehmbruck Museum i Duisburg.

#### Grafiska blad och teckningar

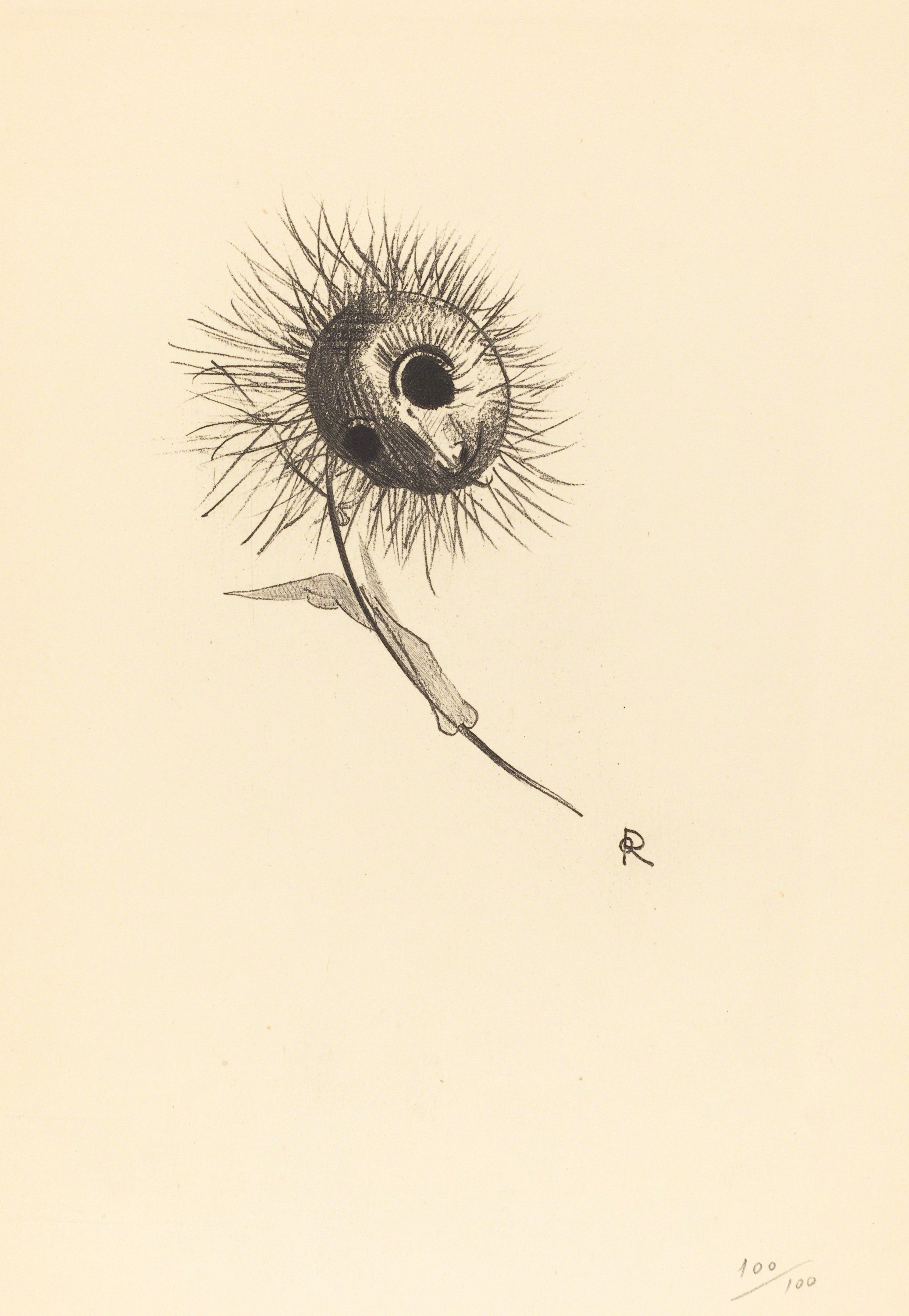
Odilon Redon: Cul-de-lampe (1890), litografi, ur en portfolio med 11 tolkningar av Ondskans blommor. Beslagtagen i augusti 1937 på Kunsthalle Bremen. Såld till konsthandlare Karl Buchholz för en halv dollar i december 1940. Överförd till Buchholz Gallery i New York 1941, där en känd proveniens upphör.
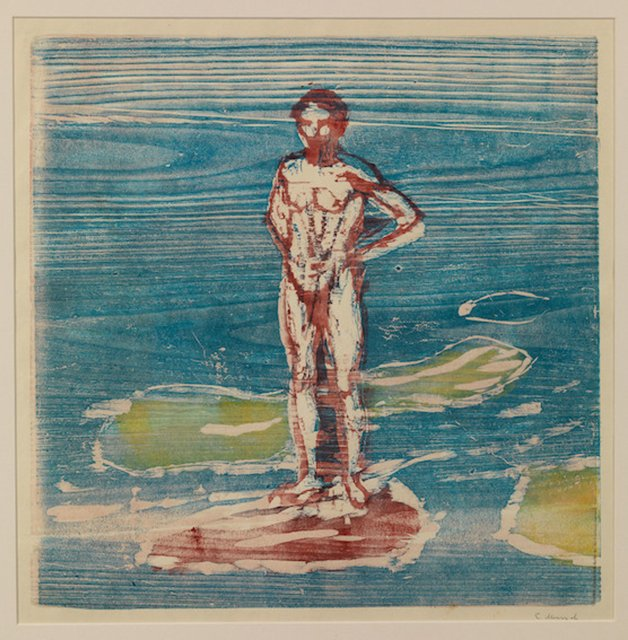
Edvard Munch: Badande man (1899), färgträsnitt, 45x45. Beslagtagen i augusti 1937 på Kupferstichkabinett i Berlin. Såld på auktion i Oslo 1939. Okänd ägo.
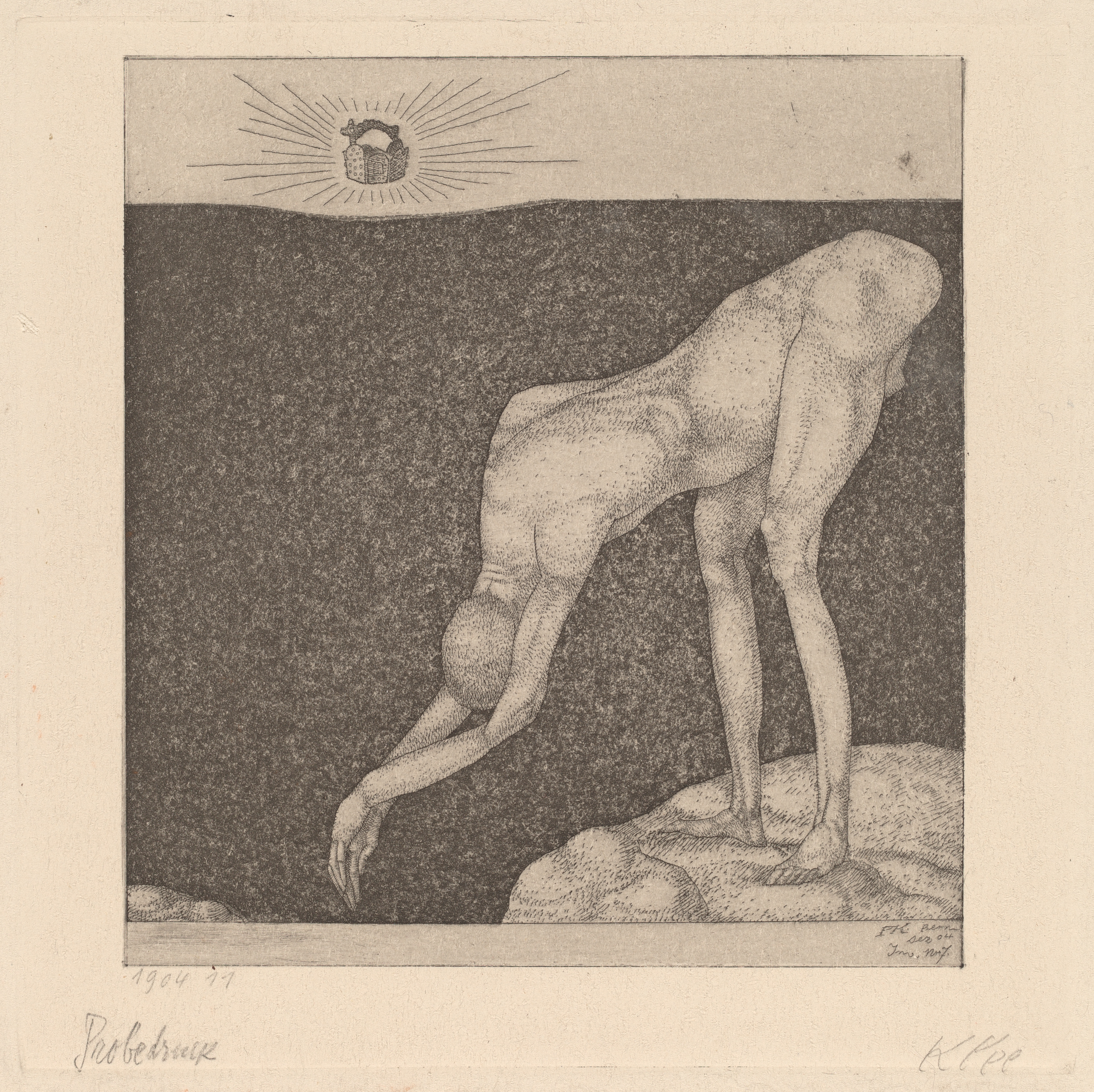
Paul Klee: Ein Mann versinkt vor der Krone / En man sjunker inför Kronan (1904), etsning och akvatint, 15,9x15,9, nr 7 i serien Inventionen. Beslagtagen som enda offentliga exemplar i landet på Staatliche Graphische Sammlung i München i augusti 1937. Förvärvad av Karl Buchholz i december 1940 och förd över till Buchholz Gallery i New York 1941. Inköpt därefter av MoMA.
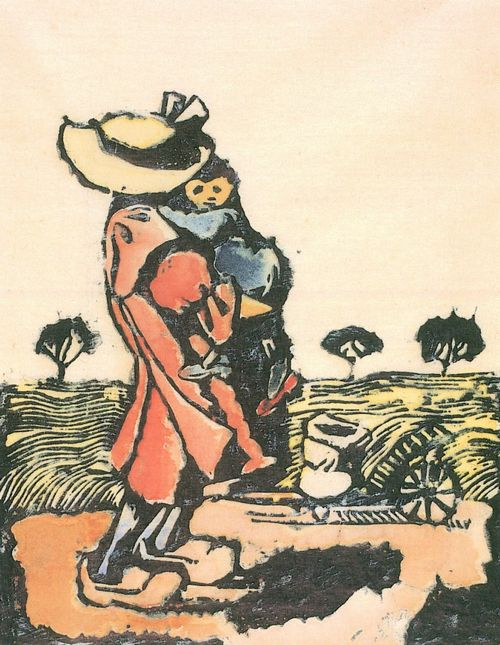
Wilhelm Morgner: Die Geschwister / Syskonen (1910), färgträsnitt, 21,5×17,5. Beslagtaget i augusti 1937 på Museum für Kunst und Heimatgeschichte i Erfurt. Från 1938 förvarad bland "internationellt användbar" konst i Schloss Schönhausens lager. Exemplarets öde okänt därefter.
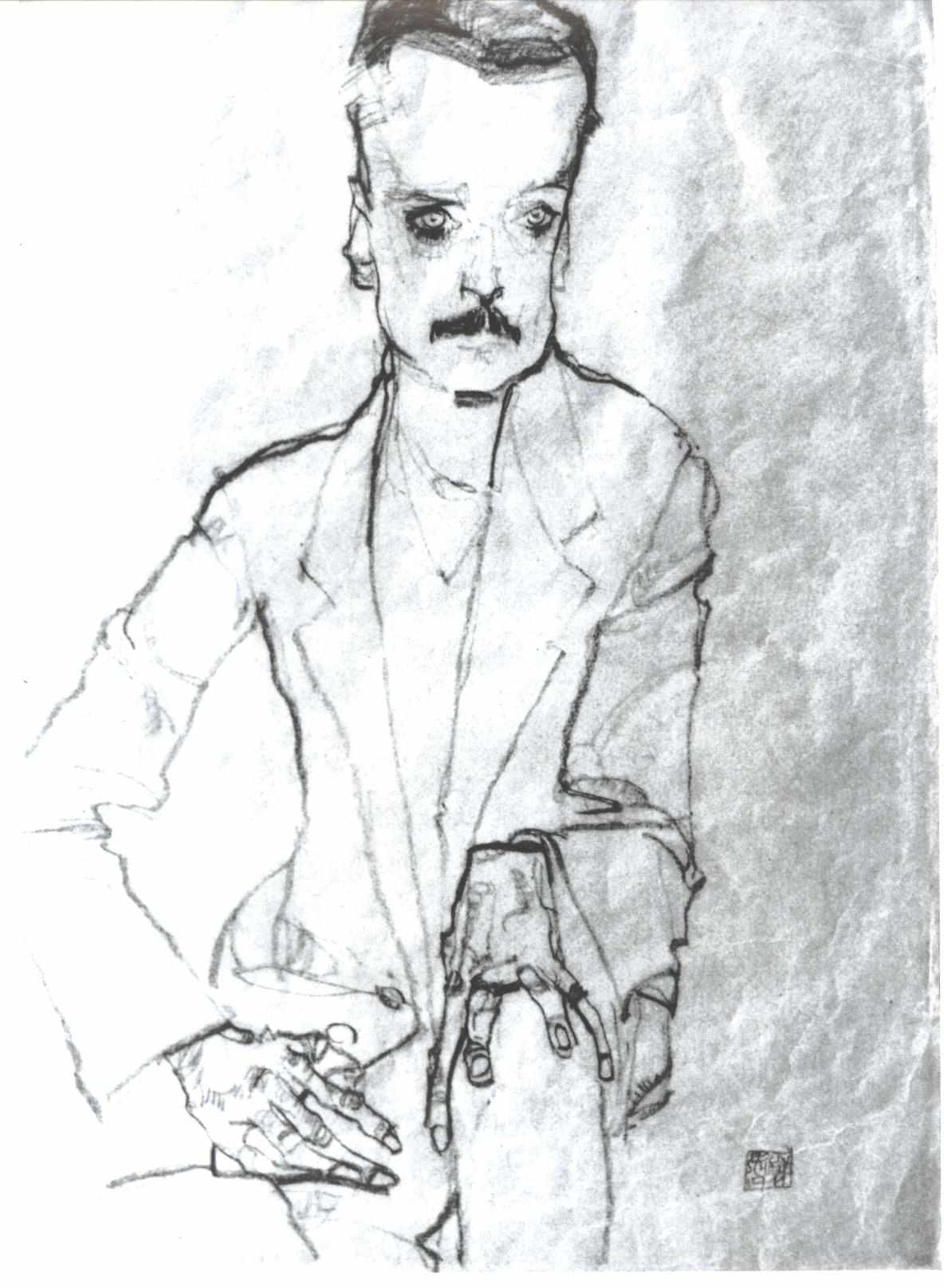
Egon Schiele: Eduard Kosmak (1911), teckning, 45,3x31,7. Beslagtagen i augusti 1937 på Museum für Kunst und Kunstgewerbe i Stettin. I juni 1939 bytte Emanuel Fohn till sig den ur det statliga lagret. 1964 skänktes den till Pinakothek der Moderne i München och vidarebefordadres därifrån till bayerska statens Graphische Sammlung.
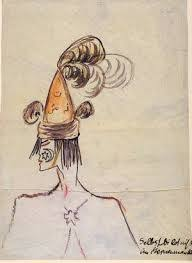
Else Lasker-Schüler: Selbstbildnis mit Sternenmantel / Självporträtt med stjärnkåpa (1913), teckning med bläck och färgkrita, 15,4x11,5. Beslagtagen på Kronprinzenpalais i Berlin i augusti 1937, dit den hade skänkts av vänner till Lasker-Schüler 1920. Emanuel Fohn bytte till sig den 1939 och skänkte den till Pinakothek der Moderne 1964.
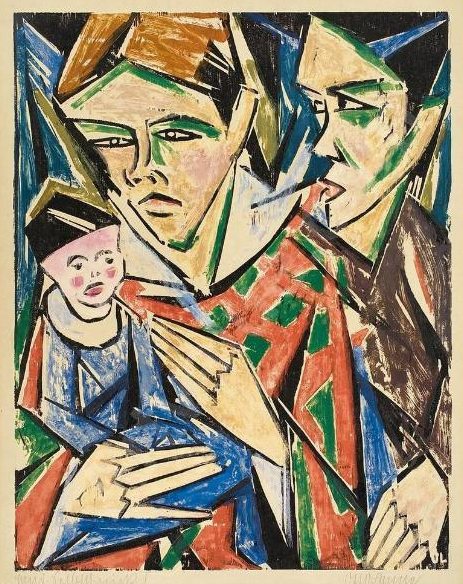
Otto Lange: Mädchen mit Puppe / Flicka med docka (1917), färglinoleumsnitt, 59,6x46,9. Beslagtaget på Stadtmuseum i Ulm i augusti 1937, därefter antecknat som "förstört".
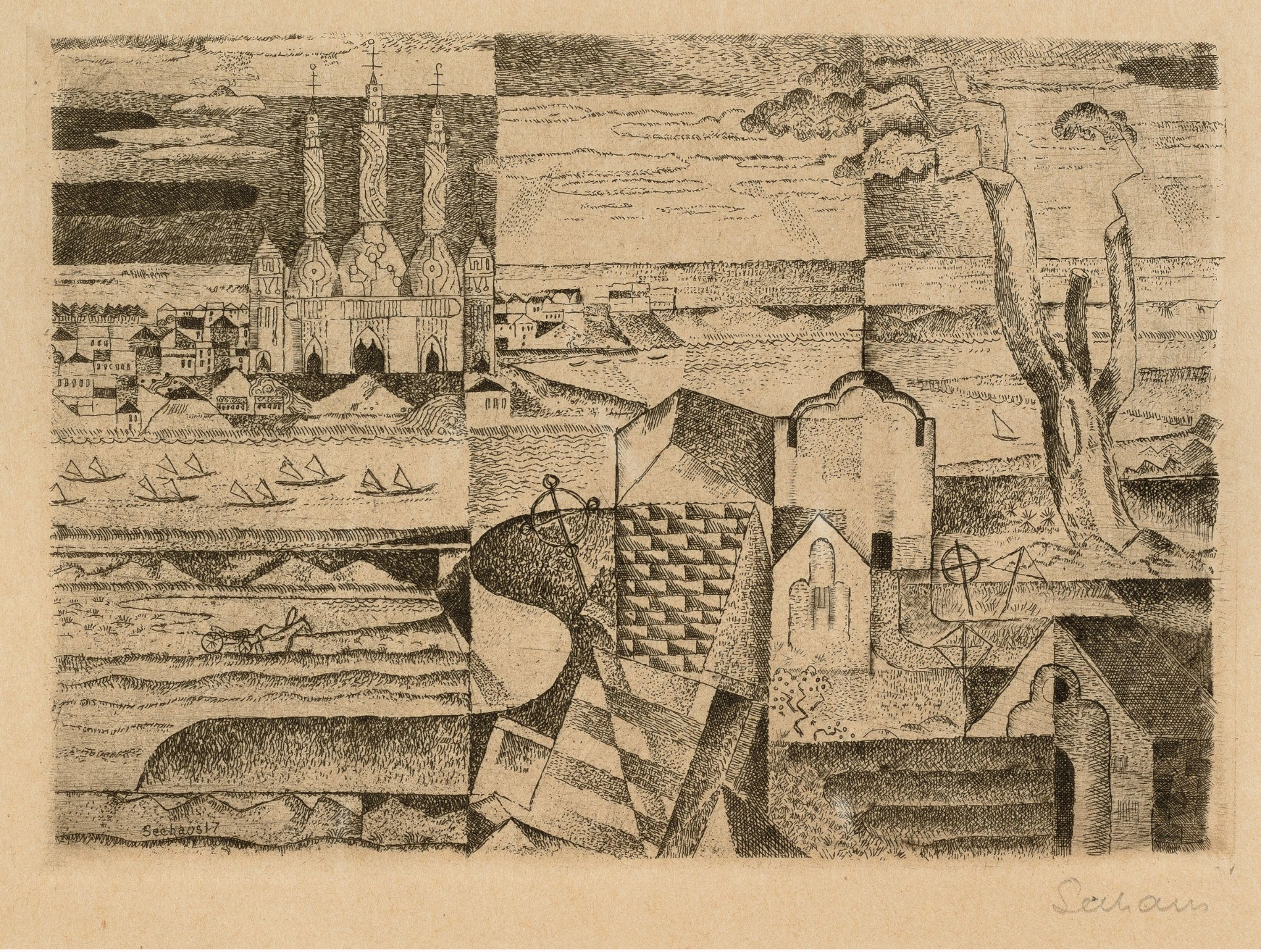
Paul Adolf Seehaus: Russische Stadt / Rysk stad (1917), etsning, 11,5x16,5. Blad 20 av tidskriften "Die Schaffenden", grafikmapp 2 (av 4), utgiven i Weimar 1918. Tre fullständiga utgåvor av tidskriften beslagtogs på lika många museer i augusti 1937, två "förstördes" och en köptes av Hildebrand Gurlitt från en särskild samling i propagandaministeriets ägo i mars 1941. Okänt var den blev av.
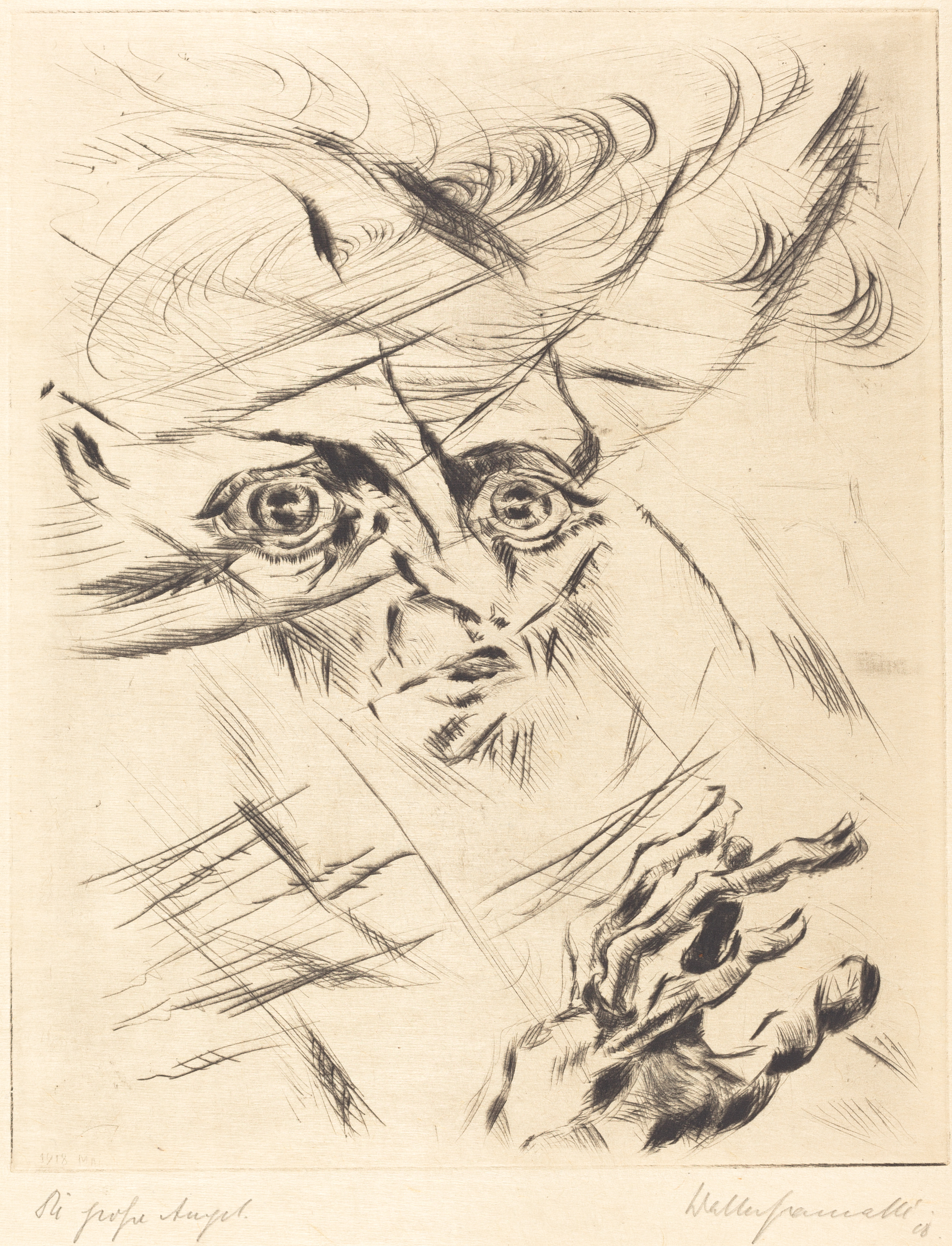
Walter Gramatté: Die große Angst / Stora skälvan (1918), etsning, 30x24,2. Blad 14 av tidskriften "Die Schaffenden", grafikmapp 2.
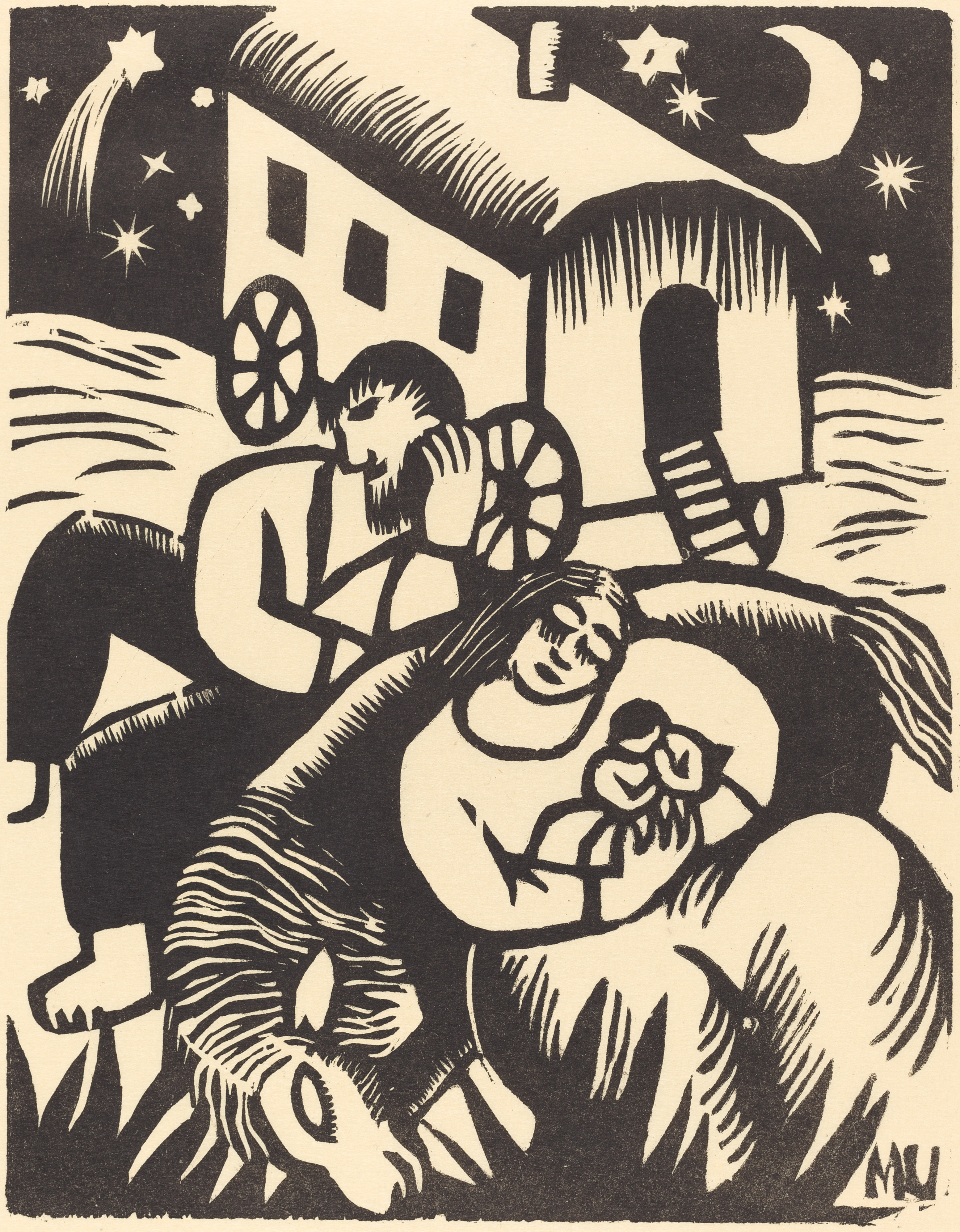
Maria Uhden: Ruhende Zigeuner / Vilande zigenare (1918), träsnitt i svart på japanpapper, 26x25,5. Blad 30 av tidskriften "Die Schaffenden", grafikmapp 3, utgiven 1919.
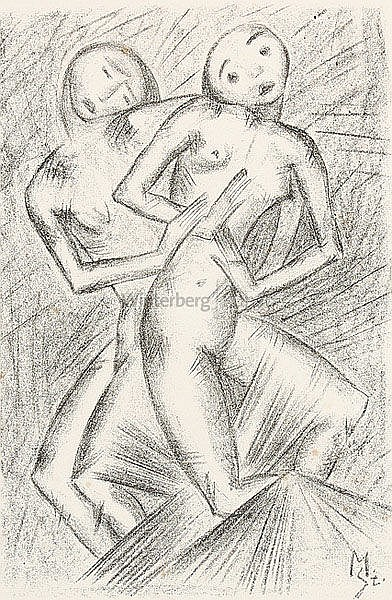
Milly Steger: Paar (1920), litografi, 33,2x23. Ur samlingsportfolion "Siebzehn Steinzeichnungen", Verlag Freie Secession Berlin, 1921. Hela portfolion beslagtagen i augusti 1937 som enda offentliga exemplar på Museum für Kunst und Heimatgeschichte i Erfurt. I propagandaministeriets ägo 1938, proveniensen därefter "okänd".
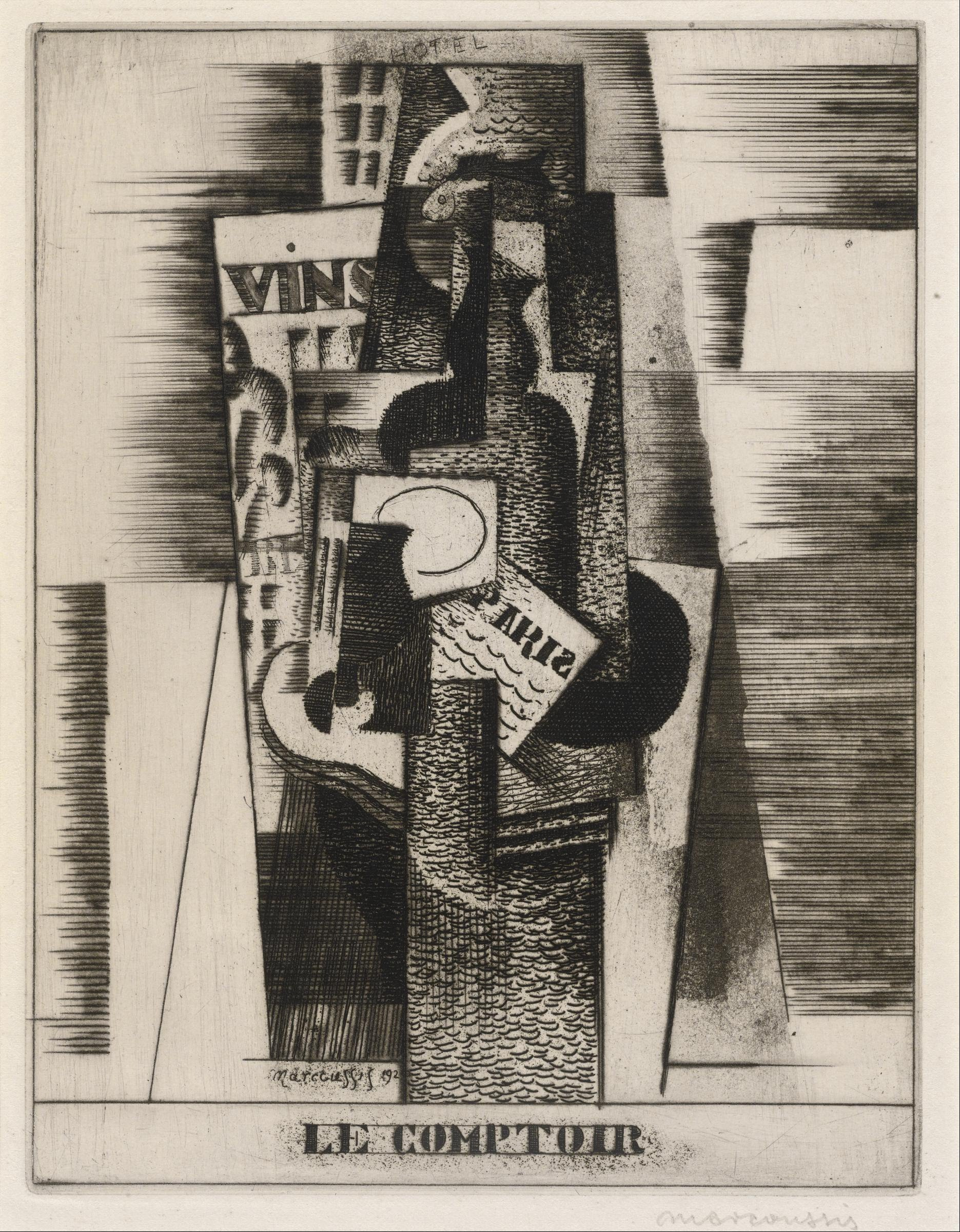
Louis Marcoussis: Le Comptoir (1921), etsning, akvatint och torrnålsgravyr med brunt bläck på japanpapper, 19,5 x 14,9 cm. Blad i "Die Schaffenden", grafikmapp 4, Berlin 1922. Mappen beslagtagen ur Universität Göttingens konstsamling 1937. Därefter noterad som zerstört [förstörd].
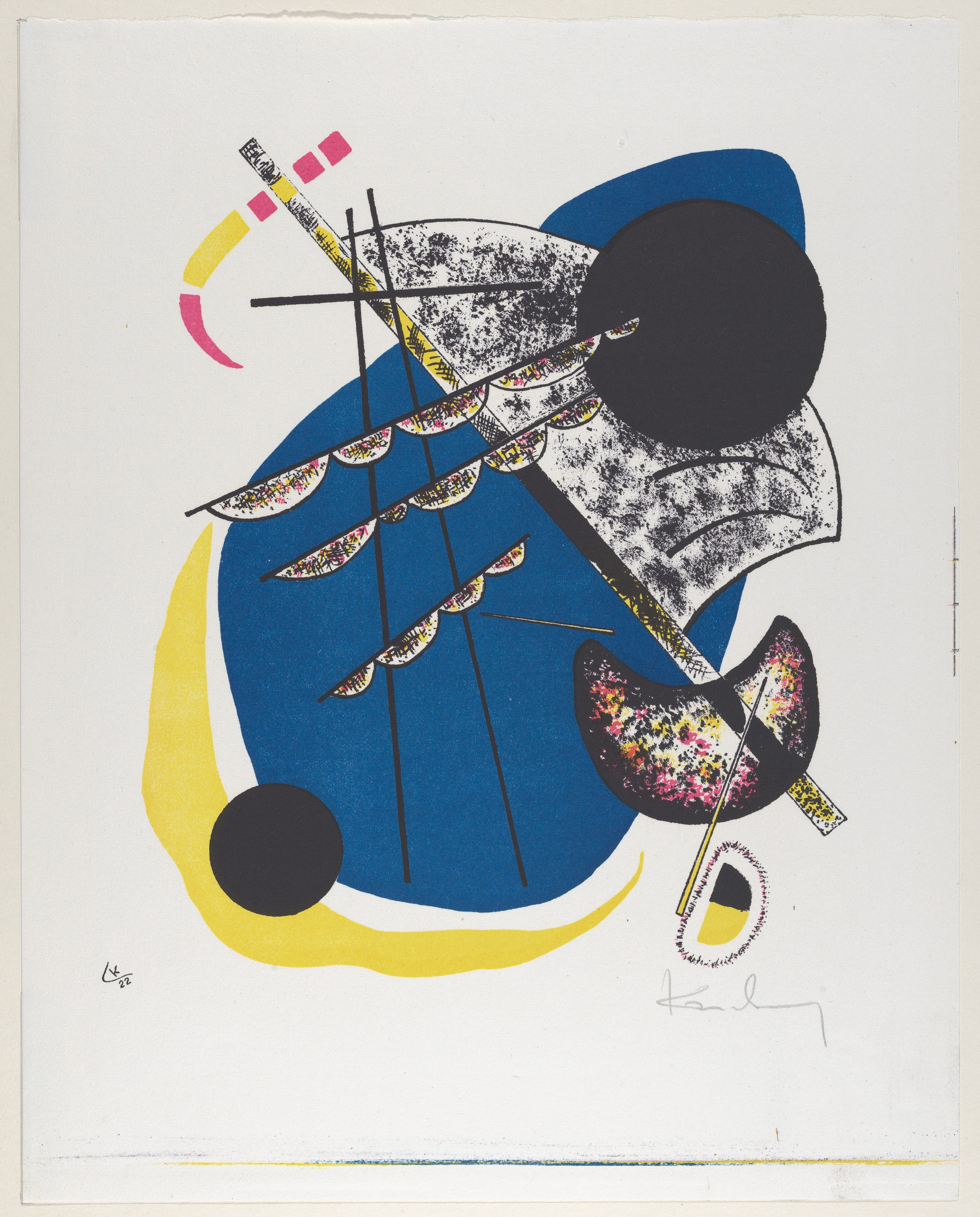
Vasilij Kandinskij: Zwei schwarze Flecken / Två svarta fläckar (1922), färglitografi, 25,4x21,1, ur portfolion Kleine Welten. Nio exemplar av portfolion beslagtogs på lika många museer 1937, en del av bladen förstördes, andra avyttrades. Just detta blad 2 gjordes även som oljemålning av konstnären.
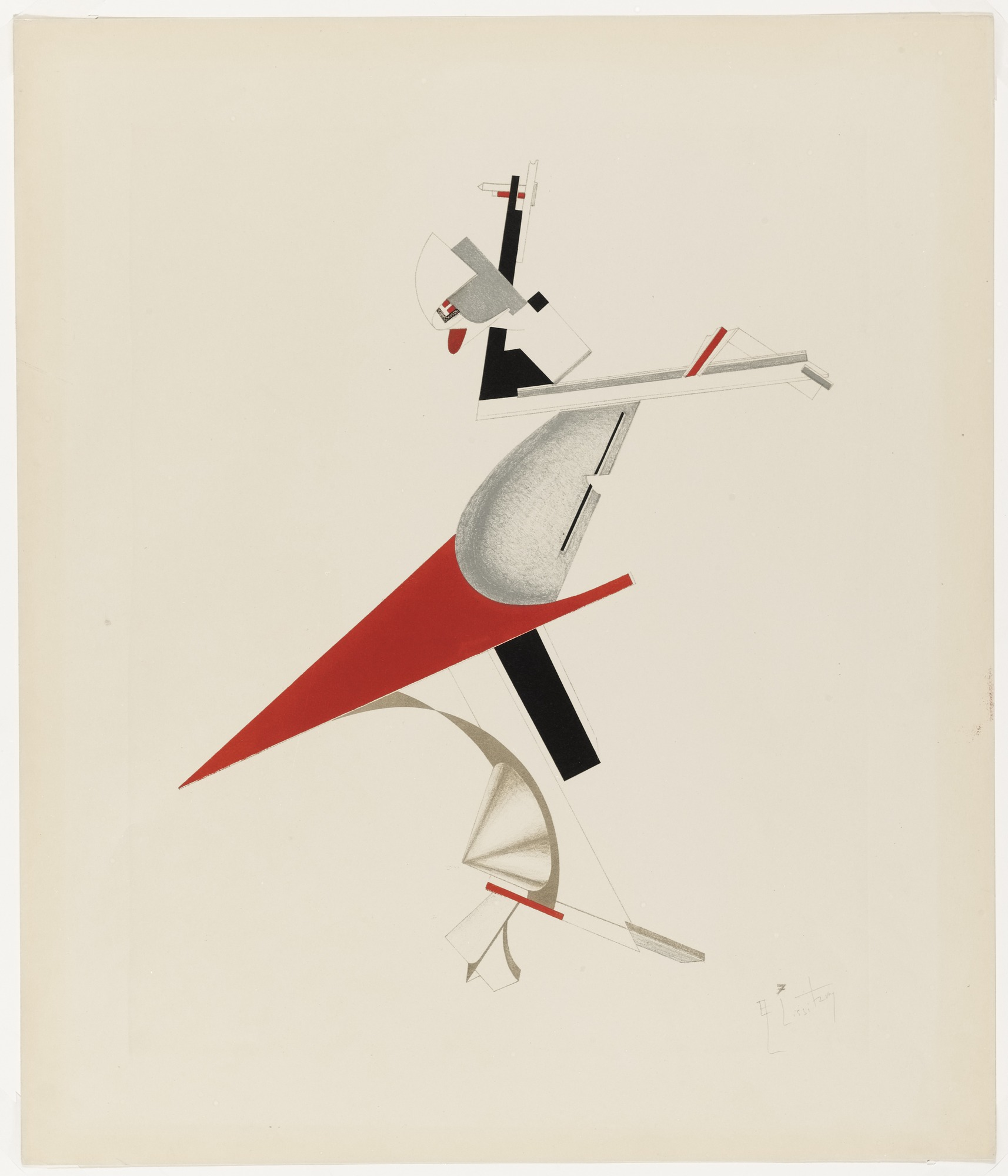
El Lisitskij: Zankstifter / Bråkstake (1923), färglitografi, 53x45, ur portfolion Sieg über die Sonne / Seger över solen. Beslagtagen på Museum Folkwang i augusti 1937. Portfolion såld för 2 dollar 1940 till ett galleri i New York. På Christie's 1998 gick den för 172 000 pund. Det tyska ursprungsmuseet förvärvade den tillbaka 2005.
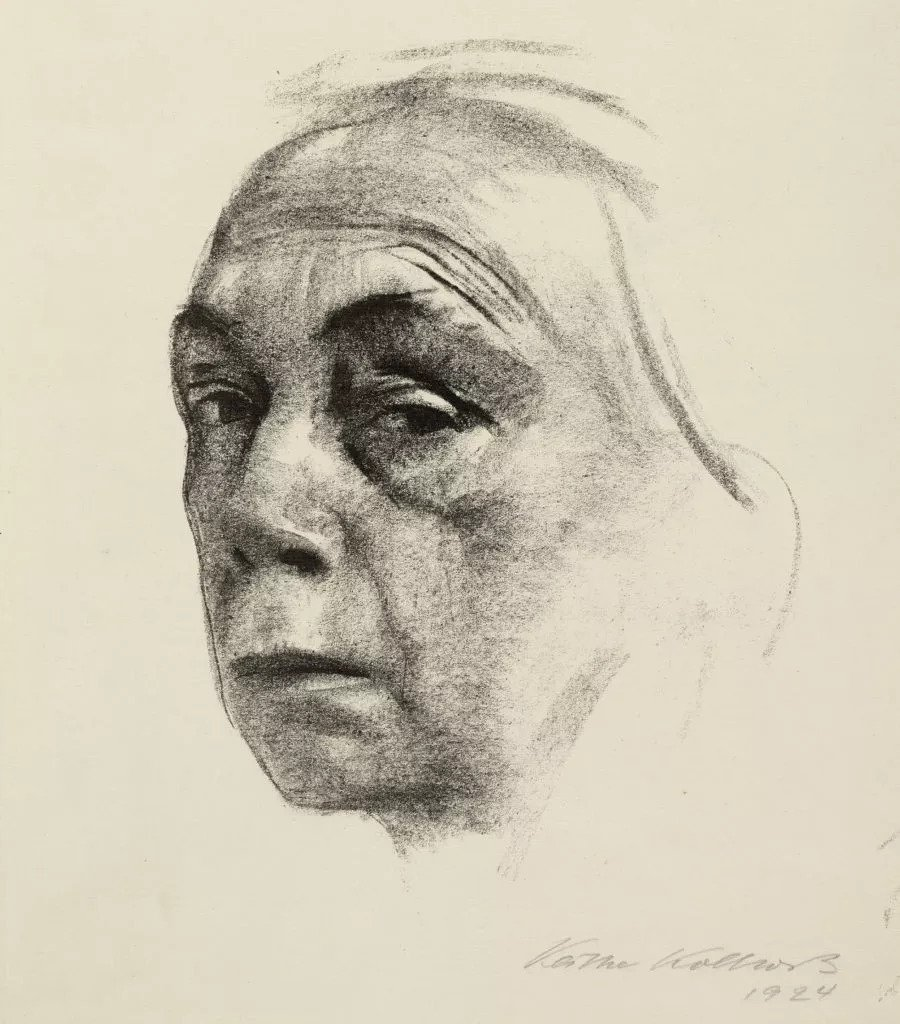
Käthe Kollwitz: Selbstbildnis / Självporträtt (1924), litografi, 29 x 22,8 cm, blad 3 ur en samlingsportfolio, beslagtagen i augusti 1937 på Städtische Galerie i Nürnberg. Bladets proveniens efter 1938 är "okänd". Men ett exemplar finns idag på British Museum.
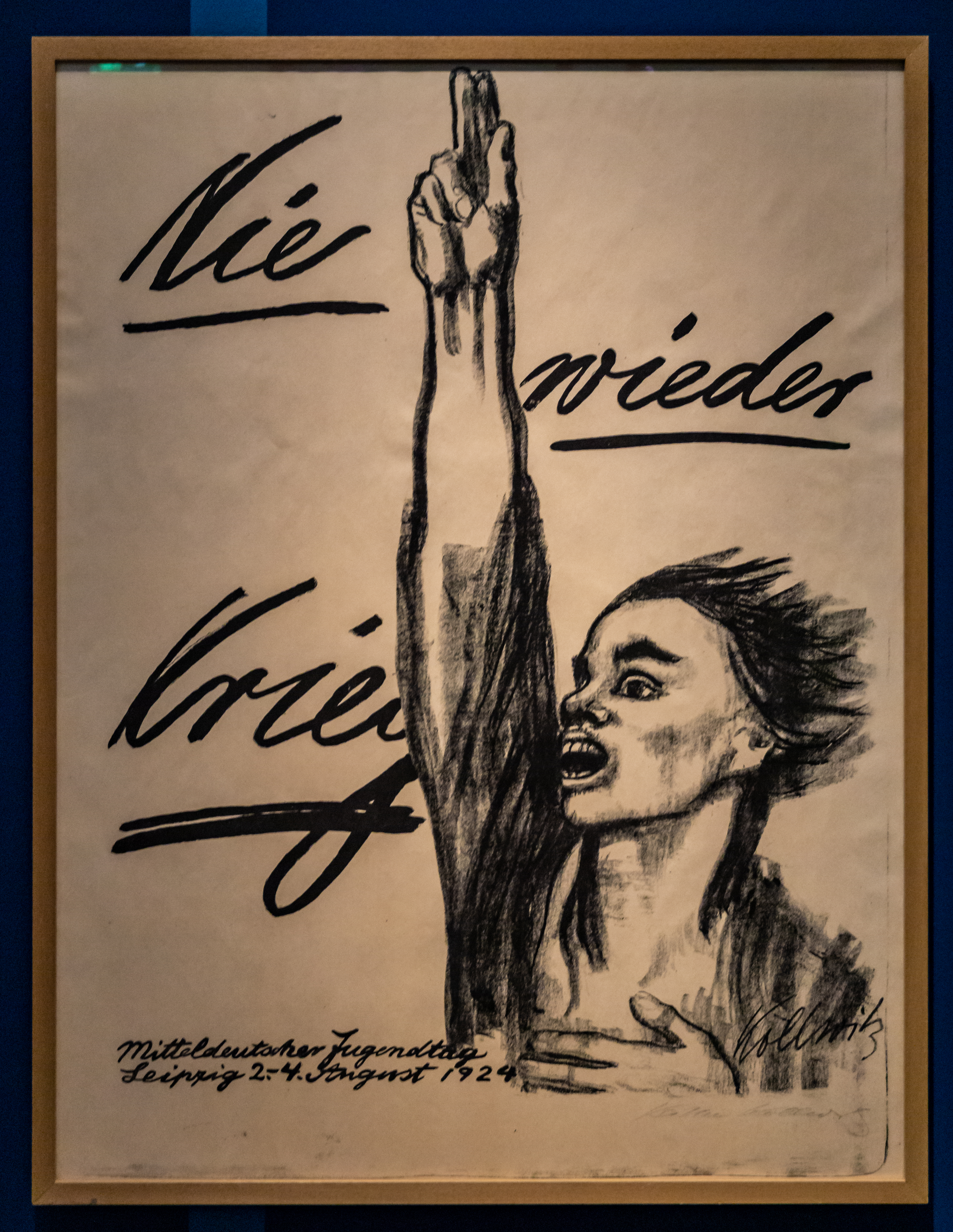
Käthe Kollwitz:Nie wieder Krieg! / Aldrig mera krig! (1924), litografi, 94x70. Beslagtagen i augusti 1937 på Staatlisches Museum i Saarbrücken. Enligt beslagsinventarium till försäljning hos konsthandlare Karl Buchholz i Berlin åren 1939–1941, därefter återlämnad till statens lager. Bladets öde "okänt" sedan. Ett exemplar finns i samlingarna på Käthe Kollwitzmuseet i Köln.
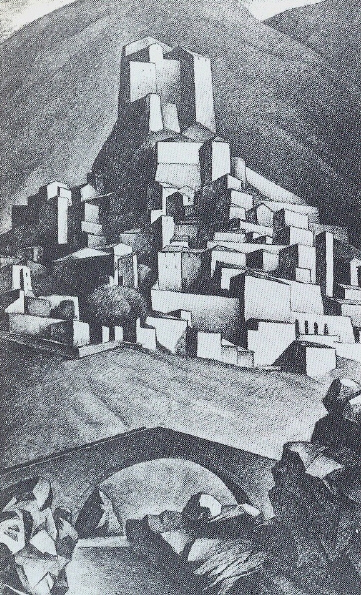
Alexander Kanoldt: Subiaco (1924), litografi, 33x20,1. Beslagtagen 24 augusti 1937 på Städtische Kunstsammlung i Gelsenkirchen. Proveniensen efter 1938 är "okänd".

#### Skulpturer

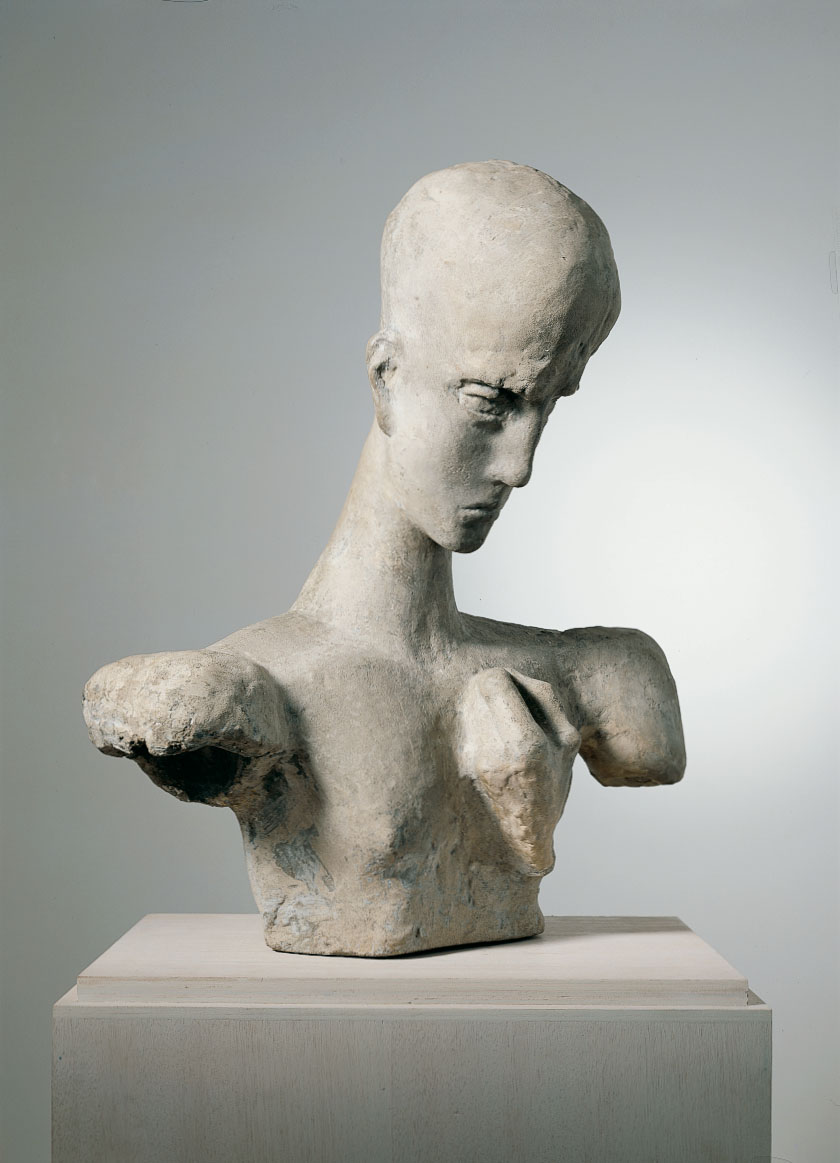
Wilhelm Lehmbruck: Kopf eines Denkers (mit Hand) / En tänkares huvud (med hand) (1918), 62 cm hög, stengjuten byst. De 4 exemplar som fanns offentligt beslagtogs på olika museer i augusti 1937. En av dessa byster kunde 1996 återbördas från en samlare i New York till konstsamlingarna i sin ursprungliga hemort Chemnitz, de övrigas nuvarande platser är obekanta.
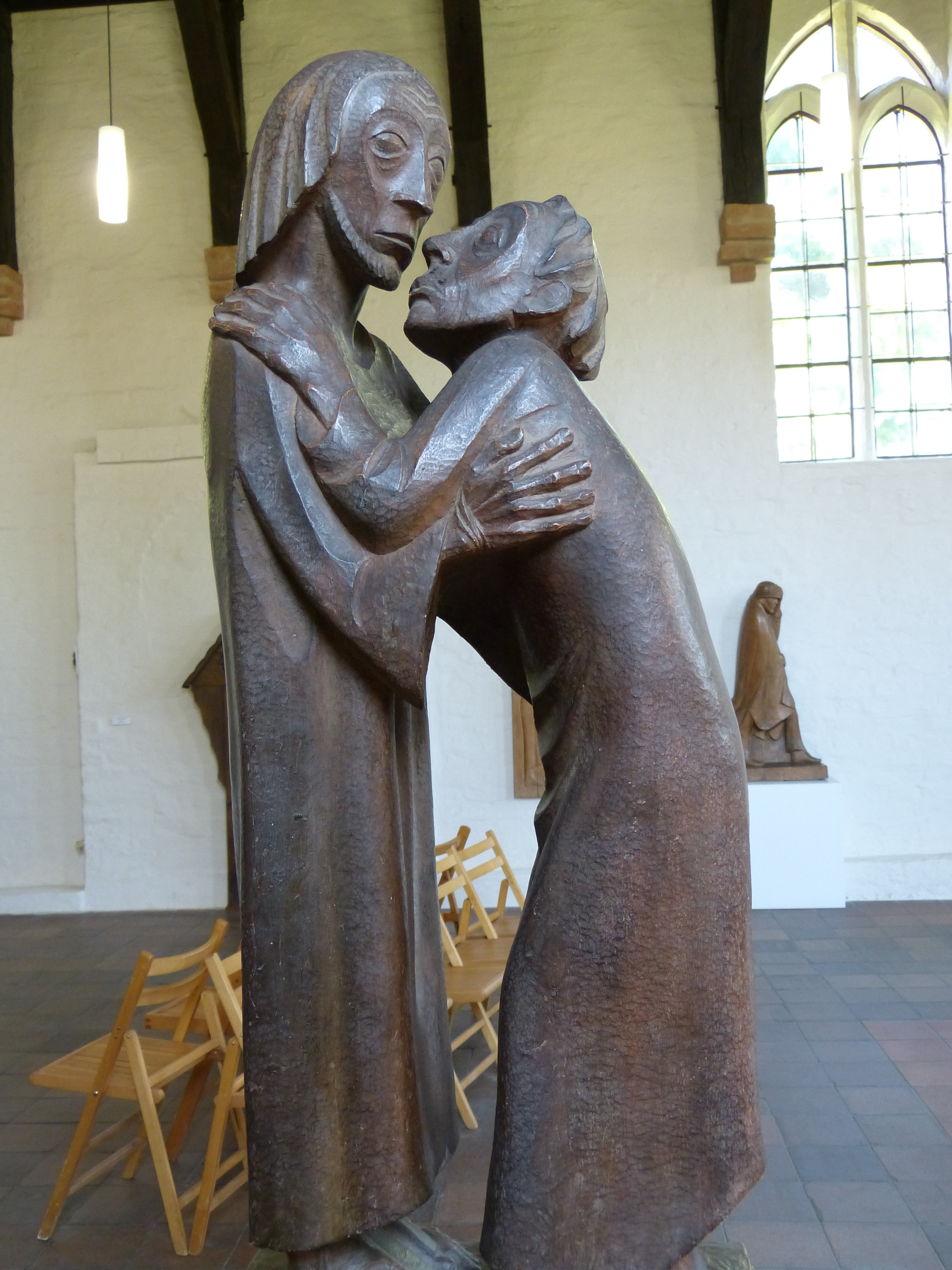
Ernst Barlach: Das Wiedersehen / Återseendet (1926), brons, 48 cm hög, beslagtagen i augusti 1937 på Städelsches Kunstinstitut und Städtische Galerie i Frankfurt am Main, dit den inköpts för medel ur en stiftelse 1931. Sommaren 1939 auktionerades den ut i Luzern och ropades in för 1500 Sfr av en samlare från Zürich. 1952 förvärvades den av en konsthandel i Mannheim. Tillhör nu Kunsthalle Mannheim.

## Entartete Musik
Parallellt med att ordet entartet eller urartad tillämpades på bildkonsten lanserade propagandaministeriet också termen entartete Musik. Främst avsågs då modern konstmusik men även jazz och swing. Som en uppföljning till konstutställningen i München 1937 anordnades en motsvarande utställning om urartad musik i Düsseldorfs Museum Kunstpalast 24 maj 1938.
Ett lexikon över "judar inom musiken" utgavs 1940 på uppdrag av nazistpartiets styrelse. Musiker, musikvetare, librettister, regissörer, musikförläggare och andra som hade med musik att göra var där förtecknade. Där fanns även en lista med titlar på "judiska" verk som inte fick lov att framföras. Boken utkom i fem bearbetade upplagor fram till 1943. Redaktionen eller Sonderstab Musik lydde under Einsatzstab Reichsleiter Rosenberg.

### Musiker som stämplades som "urartade" (urval)
| - Paul Abraham - Hans Erich Apostel - Béla Bartók - Alban Berg - Walter Braunfels - Max Bruch - Paul Dessau | - Hugo Distler - Hanns Eisler - Berthold Goldschmidt - Pavel Haas - Paul Hindemith - Erich Wolfgang Korngold - Hans Krasa | - Ernst Krenek - Gustav Mahler - Franz Schreker - Arnold Schönberg - Igor Stravinskij - Ernst Toch - Viktor Ullmann | - Franz Waxman - Anton Webern - Kurt Weill - Stefan Wolpe - Alexander von Zemlinsky |

Nazisterna godtog inte heller 1800-talstonsättare som Felix Mendelssohn-Bartoldy och Giacomo Meyerbeer av rasistiska skäl.